# Carnevale di Ivrea
Il Carnevale di Ivrea, ufficialmente lo Storico Carnevale di Ivrea, è la celebrazione del carnevale che si svolge nell'omonima città canavesana; è famoso soprattutto per la "Battaglia delle Arance" (si tratta normalmente di arance non adatte al consumo alimentare).
Il carnevale di Ivrea si caratterizza soprattutto per il complesso cerimoniale folcloristico denso di evocazioni storico-leggendarie, per la spettacolare "Battaglia delle arance" che è divenuta l'icona stessa del Carnevale e per l'usanza diffusa di indossare un berretto frigio rosso (che invita a non essere bersagliati dai lanci di arance).

## Le figure del Carnevale di Ivrea

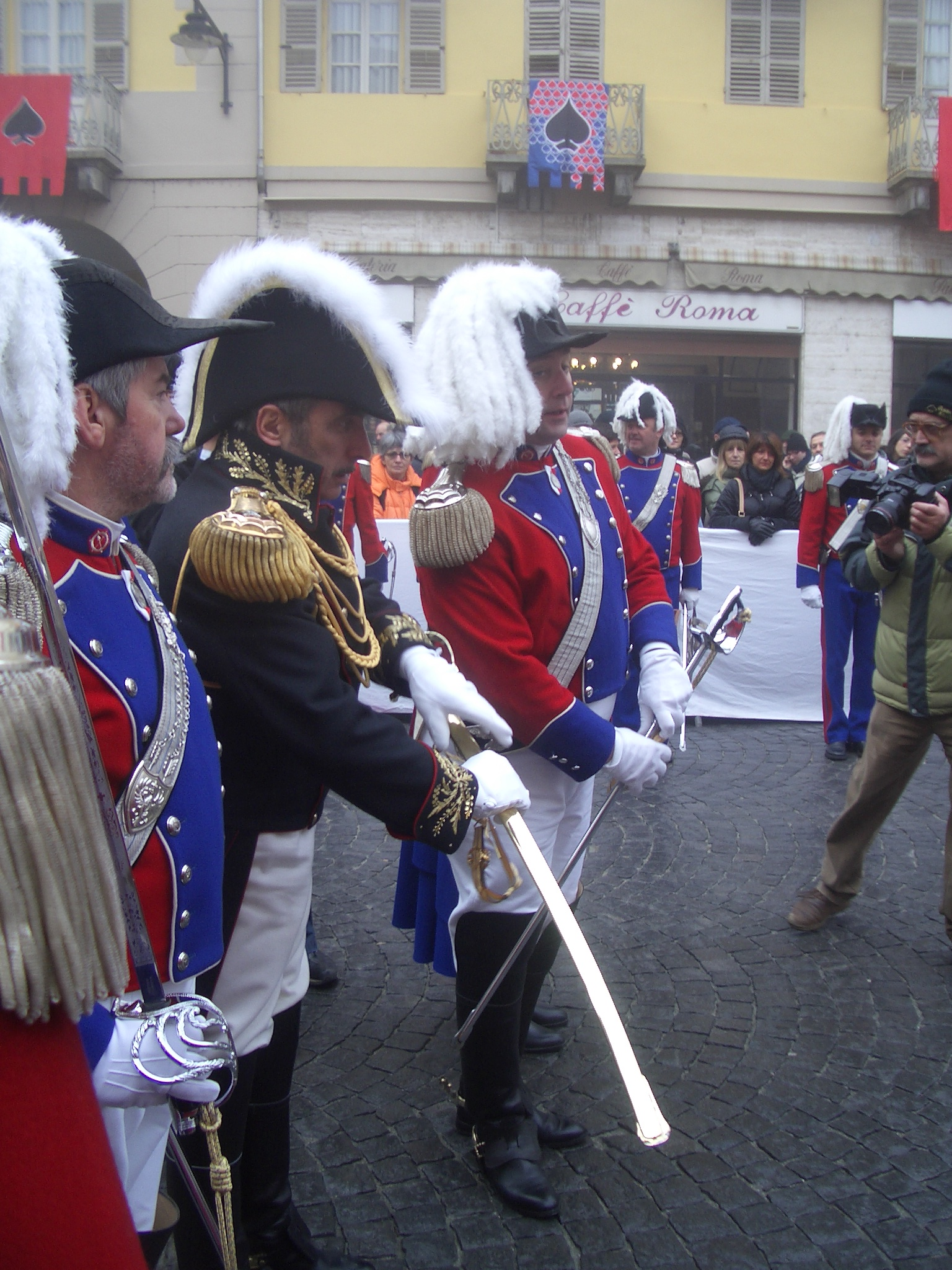
Generale e Stato Maggiore alla cerimonia della Prise du drapeau.

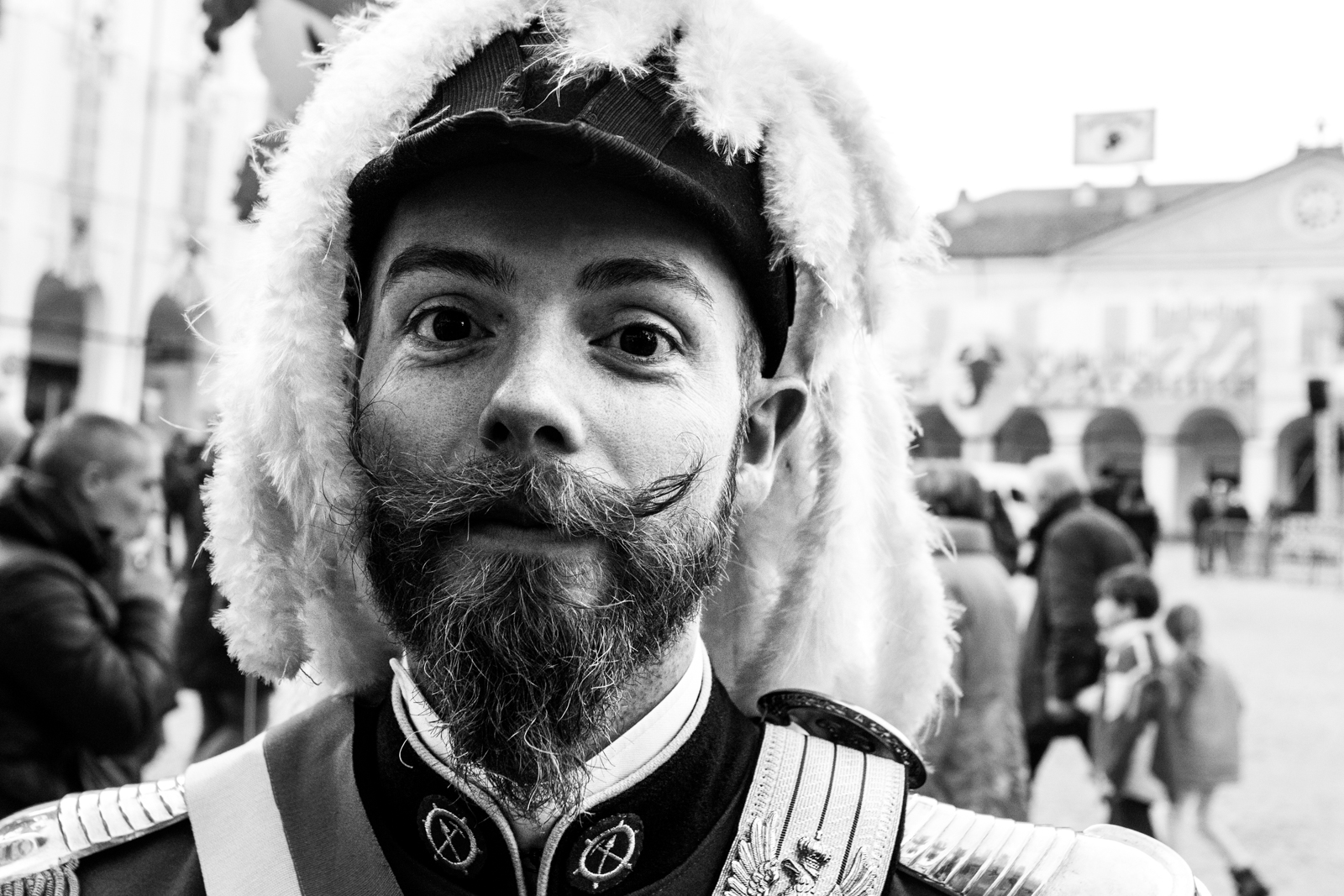
Personaggi del Carnevale.

Le origini del Carnevale d'Ivrea si possono far risalire intorno al XVI secolo, quando la festa veniva gestita, in rivalità fra di loro, dai vari rioni della città (rappresentati dalle parrocchie di San Maurizio, San Lorenzo, Sant'Ulderico, San Salvatore e San Grato). Di quel periodo rimangono oggi alcuni aspetti del cerimoniale, che si sono conservati nel tempo, come la sfilata degli "Abbà" che, a quei tempi, erano verosimilmente dei giovanotti scapestrati e che, nel "mondo alla rovescia" tipico delle feste carnascialesche, assumevano scherzosamente la carica di comandanti della milizia del Libero Comune; oggi il loro ruolo è interpretato da bambini scelti in rappresentanza dei vari rioni. Vi è poi l'innalzamento e abbruciamento degli "scarli", rituale con evidenti richiami alla fertilità, ovvero alti pali di legno interamente ricoperti di calluna secca. Il lunedì di carnevale, l'ultima coppia di sposi del rione dissoda, a colpi di piccone, la terra dove dovrà essere conficcato lo scarlo; il martedì sera – come cerimonia conclusiva del carnevale che cede il passo alla Quaresima - gli stessi Abbà, accompagnati dal corteo, provvedono con le torce ad appiccarvi il fuoco, per farne un falò.
L'antica tradizione dei carnevali rionali, in gran parte del Piemonte, fu poi soppiantata nel 1808 dall'unificazione delle feste, voluta, anche per motivi di ordine pubblico, dalle autorità napoleoniche che governavano la città. Il Generale, infatti, nasce proprio come una figura carnevalesca risalente a quest'epoca, e cioè rievocando il simbolo dell'autorità municipale, che veste l'uniforme dell'esercito napoleonico e assume simbolicamente i poteri di gestione e di ordine della festa.
A partire dal XIX secolo quindi, si aprì una fase di "storicizzazione" del carnevale eporediese, collegando il significato della sua celebrazione all'affermazione degli ideali di libertà, giunti in Piemonte con la Rivoluzione francese. Vi è da menzionare, a tale proposito, uno degli elementi che connotano maggiormente le tre giornate di festa, vale a dire l'obbligo per tutti i partecipanti - pena il rischio di diventare bersaglio di "grazioso getto delle arance" - di indossare il berretto frigio rosso, come icona rivoluzionaria resa famosa dalla Marianne e dai sanculotti parigini.. Anche le uniformi - con giubbe e pantaloni dai colori blu e rosso, stivali di cuoio nero, spada al fianco e feluche piumate – indossate dallo "Stato Maggiore", gli ufficiali posti agli ordini del Generale, sono quelle dello stesso esercito napoleonico. Analoghe divise portano le quattro "Vivandiere" che, nei tre giorni di festa di giovedì, domenica e martedì sfilano a cavallo assieme allo Stato Maggiore.
Lo studio storico della manifestazione, tuttavia, si incaricò di cercare di risalire ad epoche ben anteriori alla Rivoluzione Francese, nelle origini dell'ansia di libertà e di lotta contro la tirannide, e collocandole nelle vicende medievali che interessarono Ivrea. La chiave romantica che, a partire dall'Ottocento, fu data al periodo medioevale, si connotò in un cerimoniale in ricordo delle sommosse contro le tirannidi. Nel 1858 – nel pieno del manifestarsi degli ideali risorgimentali - si affermò la presenza della figura della mugnaia, la protagonista dell'intera manifestazione, rappresentata da una cittadina nominata annualmente, che si affaccia al balcone del Municipio la sera del sabato delle cerimonie. 

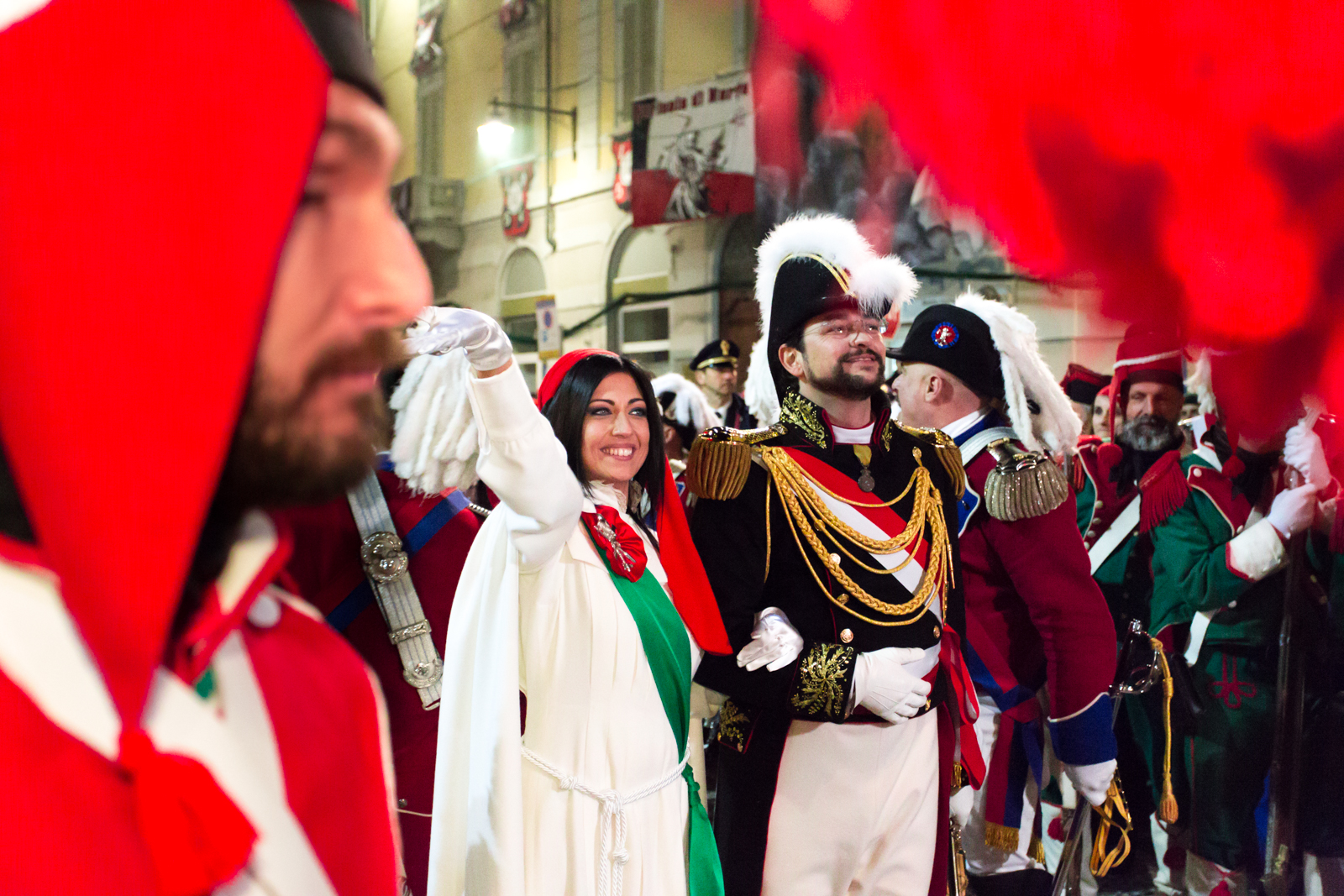
La mugnaia Domenica Venditti e il Generale Claudio Ferrero - anno 2017 (foto Baldo Simone)

La figura della mugnaia si ispirerebbe alla leggenda di una certa Violetta, giovane figlia di un mugnaio della città (nome comunque diffuso solo dal XIX secolo), sposata con Toniotto, trascinata nel cosiddetto "Castellazzo" e qui obbligata a concedersi al perfido tiranno, deciso a reclamare la legge ius primae noctis. Storicamente, il tiranno sarebbe identificato in Ranieri di Biandrate, figlio del conte Guido III padrone del territorio sul finir del XII secolo (e contro il quale gli eporediesi insorsero veramente nel 1194, distruggendo il suo maniero - il castello di San Maurizio, soprannominato il "Castellazzo"), ma anche con la figura del marchese Guglielmo VII del Monferrato, padrone di Ivrea in un periodo relativamente breve (1266-1272); alcuni documenti di quel periodo testimoniano lo sconforto del popolo per le salate gabelle sulla produzione di alimentari e farine. La leggenda della mugnaia Violetta, novella Giuditta, termina quando riesce a far ubriacare il tiranno, per poi tagliargli la testa durante il sonno, dando così inizio – come recitano le parole della Canzone del Carnevale - alla sollevazione popolare e all'abbattimento dello stesso maniero del tiranno.
La tradizione le dette l'appellativo di vezzosa, per indicarne la leggiadria e la grazia femminile, quindi vestita di bianco per indicarne la fedeltà e la purezza, ed interpretata, ogni anno, da una diversa cittadina eporediese, che dev'essere sposata, per ricordare lo stato di Violetta, seppur suo malgrado. Come eroina della rivolta inoltre, viene adornata col tricolore italiano, in riferimento alle rivoluzioni risorgimentali. A tal proposito, il folclore del carnevale è ricco, soprattutto nei costumi e negli stendardi, di richiami alle rivoluzioni storiche, a partire dalle tradizioni medioevali canavesane, inneggianti alle sommosse popolari, fino ai moti del Risorgimento. Né va scordato che – come scrisse Carducci – "lungo le vie del centro storico di Ivrea, dove ha luogo la sfilata del carnevale, aleggia anche l'ombra di Re Arduino"; quest'ultimo infatti, nonostante abbia difeso la Marca d'Ivrea nell'XI secolo, agli occhi del povero popolo risultò, comunque, un ricco monarca dinastico.

## La sfilata del corteo storico
Una volta anticamente / egli è certo che un Barone

Ci trattava duramente / Con la corda e col bastone;

D'in sull'alto Castellazzo, /Dove avea covile e possa,

Sghignazzando a mo' di pazzo /Ci mangiava polpa ed ossa.

Ma la figlia d'un mugnaro / Gli ha insegnato la creanza,

Che rapita all'uom più caro /Volea farne la sua ganza.

Ma quell'altra prese impegno /Di trattarlo a tu per tu:

Quello è stato il nostro segno, /E il Castello non c'è più.

E sui ruderi ammucchiati, /Dame e prodi in bella mostra,

Sotto scarli inalberati /Noi veniamo a far la giostra:

Su quei greppi, tra quei muri, /Che alla belva furon tana,

Suonan pifferi e tamburi /La vittoria popolana.

Non v'è povero quartiere /Che non sfoggi un po' di gale,

Che non canti con piacere /La Canzon del Carnevale.

Con la Sposa e col Garzone /Che ad Abbà prescelto fu,

Va cantando ogni rione: /Il Castello non c'è più.

Nelle immagini: in alto Piazza di Città durante il Carnevale; qui sopra la Banda dei Pifferi e Tamburi)
Nei tre giorni di carnevale, lungo le vie cittadine, si svolge la tradizionale sfilata alla quale partecipano carri, gruppi folcloristici e bande musicali provenienti, su invito, anche da altre regioni italiane o da altri paesi europei. Ogni anno dunque il carnevale presenta elementi di novità, ma la tradizione rimane ben ancorata a due elementi: la sfilata del corteo storico e la battaglia delle arance.
Durante la sfilata del corteo, il momento di massima partecipazione emotiva ed identificazione degli eporediesi con la loro festa è rappresentato dal passaggio della Mugnaia, l'eroina delle festa, sottolineato dagli applausi e dalle grida di evviva degli spettatori. La sposa eporediese designata ad impersonare la "vezzosa Mugnaia" sfila su un carro dorato, indossando una lunga veste di lana bianca, attraversata da una fascia verde di seta sulla quale è appuntata una coccarda rossa con i simboli del carnevale. Sulle spalle porta una mantella di ermellino ed in testa indossa il rosso berretto frigio a forma di calza, che le scende su un lato del viso. Assieme a lei sul carro stanno damigelle, paggi ed attendenti che l'aiutano nelle operazioni di lancio generoso di caramelle e di rametti di mimosa.
Davanti al carro della Mugnaia sfilano gli Alfieri con le antiche bandiere dei rioni; poi viene il corteo a cavallo guidato dal Generale; dietro a lui sfilano gli ufficiali dello Stato Maggiore e le Vivandiere, con le divise blu e rosse dell'esercito napoleonico; vi partecipa anche il Sostituto Gran Cancelliere, che indossa un costume di velluto nero, porta in capo parrucca e tricorno e tiene con sé il "Libro dei Verbali". Per antica tradizione, risalente al 1808, i fatti salienti di ogni carnevale vengono verbalizzati dal decano dei notai della città; esso assume così il ruolo di Gran Cancelliere, e nomina simbolicamente un sostituto che partecipa in sua vece alla sfilata ed alle altre celebrazioni carnevalesche. L'originale del primo verbale del 1808 però fu distrutta, nella sua copertina vecchia di duecento anni, a causa dell'imperizia dell'allora notaio Ezio Liore.
Al corteo di carnevale vi partecipano, inoltre, i giovanissimi Abbà, con vestiti di foggia medievale e con in mano una piccola sciabola sulla quale è infilzata un'arancia, simbolo delle testa mozzata del tiranno. Dietro al carro della Mugnaia incede la Scorta d'Onore che indossa la verde divisa del "Primo Battaglione Cacciatori" ai tempi della Repubblica Cisalpina.
L'atmosfera gioiosa che accompagna la sfilata del corteo storico non sarebbe tale senza le musiche del carnevale. È la banda municipale ad eseguire "La Canzone del Carnevale", l'inno ufficiale della festa che, nelle sue parole, celebra la rivolta popolare contro il tiranno. Tuttavia l'animazione musicale della festa spetta soprattutto alla Banda dei Pifferi e Tamburi, altro elemento tipico che connota il Carnevale d'Ivrea. La banda, in uniforme con giubba rossa e pantaloni verdi, marcia in testa al corteo storico eseguendo una serie assai ampia di arie sette-ottocentesche modulate sui sei fori dei pifferi costruiti in legno di bosso, e ritmate dal suono dei tamburi e di una grancassa. La presenza dei Pifferi e Tamburi pare derivare dall'antica tradizione sei-settecentesca dei carnevali rionali (non a caso alcune "pifferate" del loro repertorio portano i nomi delle cinque diverse parrocchie degli antichi rioni); essa riecheggia, altresì, le bande musicali dell'esercito dei Savoia nel periodo del Regno di Sardegna.

## La battaglia delle arance
La battaglia delle arance di Ivrea ha luogo gli ultimi tre giorni, ovvero la domenica, il lunedì grasso e il martedì grasso del carnevale, sempre di pomeriggio, e rappresenta il momento più spettacolare dell'intera manifestazione, motivo di richiamo turistico annuale per migliaia di visitatori, che pure corrono il rischio di essere colpiti.

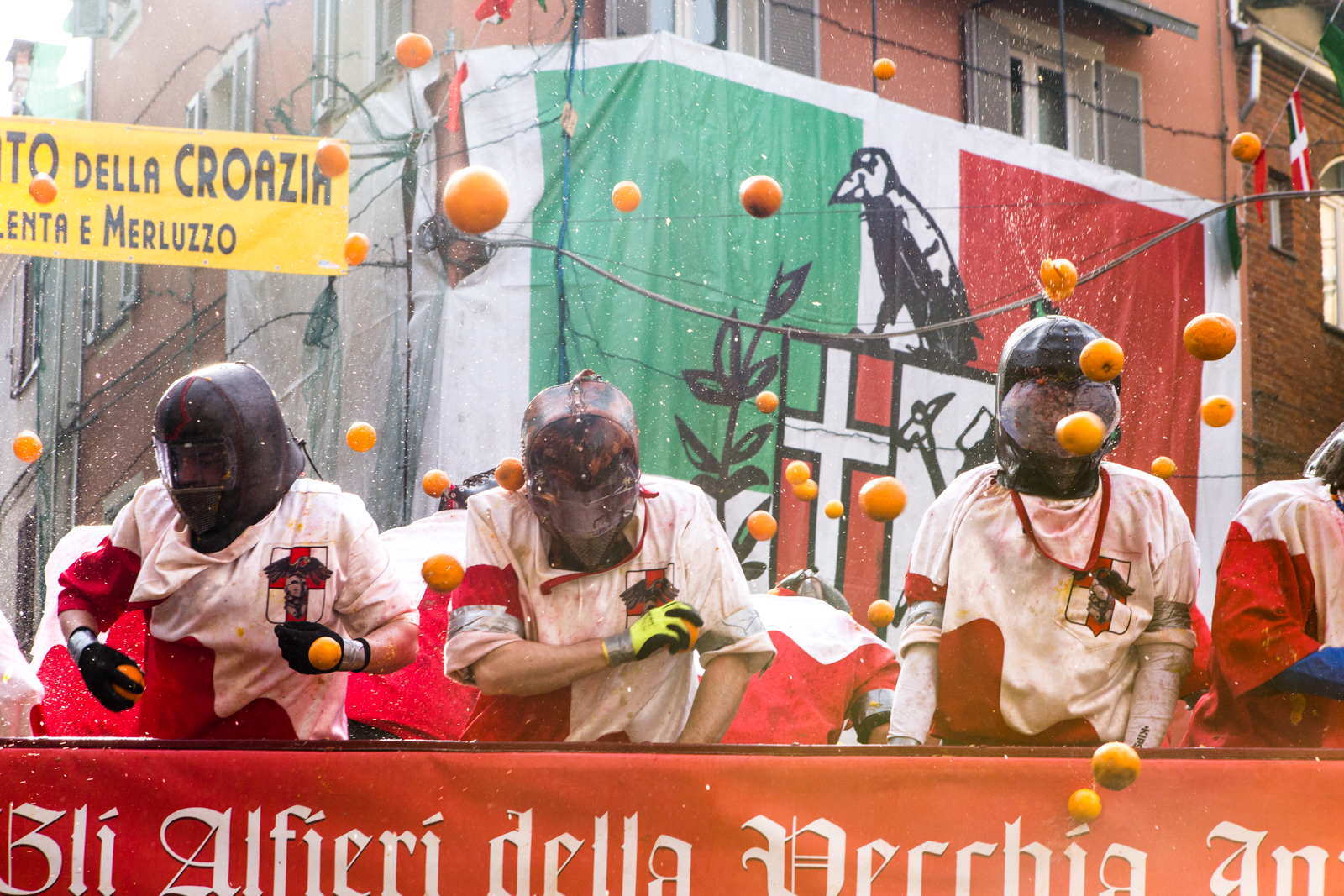
Dettaglio della battaglia e della quantità di arance.

Le origini di questa tradizione sono incerte, ma risalgono verosimilmente al XIX secolo, quando presero ad essere praticate delle scherzose schermaglie tra le carrozze e la gente sui balconi, a ridosso delle principali vie storiche di Ivrea (via Arduino e Via Palestro), forse in scherno alla ridicola elemosina di fagioli che avanzavano durante le grasse fagiolate dei ricchi durante il Medioevo; inizialmente infatti, si usava tirare soltanto fagioli dai balconi, e la conformazione topografica del centro storico si prestava (e si presta tuttora) molto bene a questo tipo di "comunicazione" tra case e vie sottostanti. Si narra poi, del lancio di frutta o di ortaggi dai balconi anche da parte di fanciulle corteggianti o corteggiate dagli stessi viandanti di sotto; venivano anche usati lupini, confetti, coriandoli o fiori.
Non è ben chiaro il passaggio con il tiro delle arance, ma probabilmente era considerato un frutto "esotico" da corteggiamento, proveniente dalla lontana Nizza. La tradizione prese corpo per simboleggiare soprattutto il colore passionale del sangue versato dalle storiche rivoluzioni del passato, e dalle guerre che segnarono la città, in uno stile del tutto risorgimentale. Agli inizi del XX secolo già si usava lanciare soltanto arance. Ma fu solo nell'immediato secondo dopoguerra che si formarono ufficialmente le prime squadre a piedi di aranceri, e si allestirono i cosiddetti primi carri da getto. L'iniziativa, dapprima sorta casualmente al di fuori delle classiche celebrazioni, fu subito riportata al contesto storico-leggendario del carnevale, stabilendo che i carri dovessero rappresentare i ben armati manipoli di sgherri agli ordini del tiranno, e che le squadre a piedi dovessero essere intese come bande popolane in rivolta. La battaglia diventò così anch'essa il simbolo delle lotte del popolo contro la nobiltà. Le prime squadre combattenti si formarono nel rione operaio della nascente fabbrica Olivetti del 1947, col nome di Asso di Picche. Seguirono immediatamente dopo, le squadre di Morte, Scorpioni d'Arduino, Tuchini, Scacchi, Pantere, Diavoli, Mercenari e Credendari, questi ultimi che presidiano le piazze.
La battaglia ha per teatro le principali piazze della città; essa si svolge, come detto, tra i carri che passano al seguito del corteo e le stesse squadre a terra. I visitatori turisti sono protetti da delle alte reti. I carri, pittorescamente bardati, sono trainati da pariglie o quadriglie di cavalli; ciascuno di essi trasporta un gruppo formato da 10 o 12 aranceri (10 per una pariglia e 12 per una quadriglia) protetti da costumi con vistose imbottiture e da terrificanti maschere di cuoio con grate di ferro per riparare il viso: sono aranceri abituati a lanciare con entrambe le braccia in modo da aumentare la "potenza di fuoco". Ogni squadra a piedi è formata da centinaia (spesso migliaia) di aranceri - uomini e donne - che vanno all'assalto del carro che transita dalla piazza cercando di colpire gli avversari. Indossano colorati costumi con campanelli alle caviglie, e con casacche legate in vita, semiaperte sul davanti in modo da contenervi una buona, provvista di arance; non dispongono di alcuna protezione che li ripari dai colpi nemici.

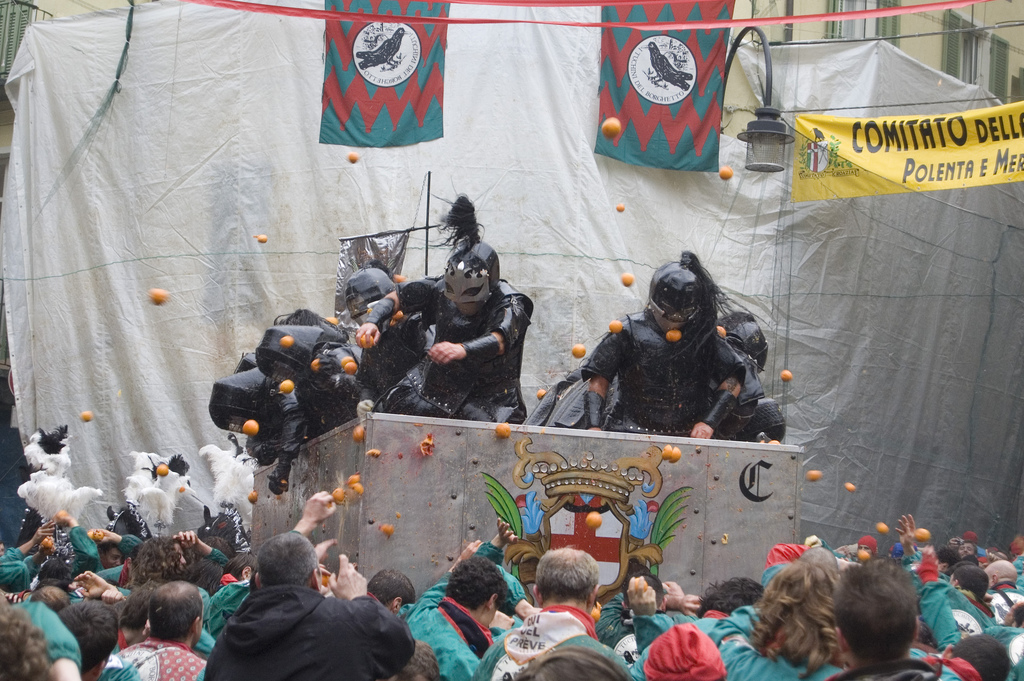
La battaglia delle arance

Una speciale commissione osserva, nei tre giorni di suo svolgimento, l'andamento della battaglia ed assegna un premio alle squadre a piedi ed ai carri da getto che, per ardore, tecnica e lealtà, si sono maggiormente distinti.
Con la popolarità assunta – anche in virtù dei mass media – dalla battaglia delle arance il numero di squadre a piedi e di aranceri che in esse militano è andato vistosamente accrescendosi nel tempo. Si sono costituite associazioni di aranceri, dai nomi pittoreschi, che si occupano di organizzare la partecipazione al carnevale. La sfilata del sabato sera, un tempo prerogativa della goliardia degli universitari, è diventata la festa degli aranceri che provvedono, con le loro associazioni, ad addobbare strade e piazze con striscioni e stendardi che espongono i loro simboli, colori e slogan di battaglia.
Ad Ivrea la battaglia delle arance ha da sempre dato luogo a polemiche, per i supposti sprechi (in realtà le arance che al termine di ogni giorno di battaglia ricoprono interamente, con i loro sfasciumi, le strade e le piazze della città, andrebbero al macero), per il "bollettino dei feriti" che ogni anno debbono ricorrere al pronto soccorso ospedaliero, per gli episodi individuali di intemperanza e malcostume.

## Squadre degliarancieria piedi
Le squadre degli arancieri sono 9: 
- Arancieri Asso di Picche: casacca rosso-blu e foulard nero con simbolo della picca. Luogo di tiro in piazza Ferruccio Nazionale. Creata nel 1947
- Arancieri della Morte: casacca nera, pantaloni rossi, con un teschio nero su sfondo bianco. Luogo di tiro in piazza Ferruccio Nazionale. Creata nel 1954
- Arancieri Tuchini del Borghetto: casacca verde, pantaloni rossi e un corvo nero su sfondo bianco. Luogo di tiro in Borghetto. Creata nel 1964
- Arancieri degli Scacchi: casacca a scacchi bianco-nera e una torre arancione. Luogo di tiro in piazza Ottinetti. Creata nel 1964
- Arancieri Pantera Nera: casacca nera e una pantera nera su sfondo giallo sulla schiena. Luogo di tiro in piazza del Rondolino. Creata nel 1966
- Arancieri Scorpioni d'Arduino: casacca gialla, pantaloni verdi e scorpione nero. Luogo di tiro in piazza Ottinetti. Creato nel 1966
- Arancieri Diavoli: casacca giallo-rossa e diavolo rosso su sfondo giallo. Luogo di tiro in piazza del Rondolino. Creata nel 1973
- Arancieri Mercenari: casacca granata, pantaloni gialli e stella gialla con spade granata. Luogo di tiro in piazza del Rondolino. Creata nel 1974
- Arancieri Credendari: casacca blu, pantaloni gialli, e il Palazzo della Credenza con la Scure d'Arme del Podestà e la Mazza del Comune incrociati. Luogo di tiro in piazza Freguglia. Creata nel 1985

## Albo d'oro

### Albo d'oro Arancieri a piedi
| Anno | Arancieri a piedi vittoriosi  |
| ---- | ----------------------------- |
| 1963 | Asso di Picche                |
| 1964 | Asso di Picche                |
| 1965 | Asso di Picche                |
| 1966 | Asso di Picche                |
| 1967 | Asso di Picche                |
| 1968 | Asso di Picche                |
| 1969 | Asso di Picche                |
| 1970 | Scacchi                       |
| 1971 | tutti vincitori a pari merito |
| 1972 | Scacchi                       |
| 1973 | Morte/Asso di Picche          |
| 1974 | annullato                     |
| 1975 | Tuchini del Borghetto         |
| 1976 | Pantera Nera                  |
| 1977 | zoppo                         |
| 1978 | Scacchi/Scorpioni d'Arduino   |
| 1979 | Diavoli                       |
| 1980 | annullato                     |
| 1981 | Diavoli                       |
| 1982 | Asso di Picche                |
| 1983 | Asso di Picche                |
| 1984 | annullato                     |
| 1985 | Asso di Picche                |
| 1986 | Diavoli                       |
| 1987 | Diavoli                       |
| 1988 | Scacchi                       |
| 1989 | Diavoli                       |
| 1990 | Mercenari                     |
| 1991 | Scorpioni d'Arduino           |
| 1992 | Asso di Picche                |
| 1993 | Tuchini del Borghetto         |
| 1994 | Diavoli                       |
| 1995 | Diavoli                       |
| 1996 | Asso di Picche                |
| 1997 | Scacchi/Diavoli               |
| 1998 | Diavoli                       |
| 1999 | Scacchi                       |
| 2000 | Scacchi                       |
| 2001 | Mercenari                     |
| 2002 | Scacchi                       |
| 2003 | Morte                         |
| 2004 | Tuchini del Borghetto         |
| 2005 | Scorpioni d'Arduino           |
| 2006 | Scacchi                       |
| 2007 | Diavoli                       |
| 2008 | Asso di Picche                |
| 2009 | Tuchini del Borghetto         |
| 2010 | Scacchi                       |
| 2011 | Tuchini del Borghetto         |
| 2012 | Tuchini del Borghetto         |
| 2013 | Scacchi                       |
| 2014 | Mercenari                     |
| 2015 | Morte                         |
| 2016 | Asso di Picche                |
| 2017 | Diavoli                       |
| 2018 | Diavoli                       |
| 2019 | Pantera Nera                  |
| 2020 | sospeso                       |
| 2021 | annullato                     |
| 2022 | annullato                     |
| 2023 | Morte                         |
| 2024 | Diavoli                       |
| 2025 | Pantera Nera                  |

### Vittorie per Arancieri a piedi
| Arancieri             | Vittorie |
| --------------------- | -------- |
| Asso di Picche        | 16       |
| Diavoli               | 13       |
| Scacchi               | 12       |
| Tuchini del Borghetto | 7        |
| Morte                 | 5        |
| Scorpioni d'Arduino   | 4        |
| Pantera Nera          | 4        |
| Mercenari             | 3        |
| Credendari            | 0        |

### Albo d'oro Carri da getto (Pariglia)
| Anno | Carri da getto (Pariglia) vittoriosi  |
| ---- | ------------------------------------- |
| 1999 | I Tiranni di Sant'Ulderico            |
| 2000 | Gli Alfieri della Vecchia Ivrea       |
| 2001 | I Tiranni di Sant'Ulderico            |
| 2002 | I Paladini di Sant'Ulderico           |
| 2003 | I Giullari di Corte                   |
| 2004 | Il Consiglio della Credenza           |
| 2005 | La Compagnia di Ventura               |
| 2006 | I Difensori del Borghetto             |
| 2007 | I Templari                            |
| 2008 | La Compagnia della Torre              |
| 2009 | I Cavalieri del Castellazzo           |
| 2010 | La Compagnia della Torre              |
| 2011 | I Boia del Tiranno                    |
| 2012 | I Giustizieri                         |
| 2013 | Gli Scorpioni del Tiranno             |
| 2014 | Il Corpo di Guardia del Borgo Vecchio |
| 2015 | Gli Scorpioni del Tiranno             |
| 2016 | I Giullari di Corte                   |
| 2017 | Gli Scorpioni del Tiranno             |
| 2018 | I Paladini di Sant'Ulderico           |
| 2019 | I Paladini di Sant'Ulderico           |
| 2020 | sospeso                               |
| 2021 | annullato                             |
| 2022 | annullato                             |
| 2023 | Gli Scorpioni del Tiranno             |
| 2024 | Gli Aranceri del Centro Storico       |
| 2025 | I Paladini di Sant'Ulderico           |

### Vittorie per Carri da getto (Pariglia)
| Carri da getto                        | Vittorie |
| ------------------------------------- | -------- |
| Gli Scorpioni del Tiranno             | 4        |
| I Paladini di Sant'Ulderico           | 4        |
| La Compagnia della Torre              | 2        |
| I Giullari di Corte                   | 2        |
| I Tiranni di Sant'Ulderico            | 2        |
| Gli Alfieri della Vecchia Ivrea       | 1        |
| Gli Aranceri del Centro Storico       | 1        |
| I Boia del Tiranno                    | 1        |
| I Cavalieri del Castellazzo           | 1        |
| I Difensori del Borghetto             | 1        |
| I Giustizieri                         | 1        |
| I Templari                            | 1        |
| Il Consiglio della Credenza           | 1        |
| Il Corpo di Guardia del Borgo Vecchio | 1        |
| La Compagnia di Ventura               | 1        |

### Albo d'oro Carri da getto (quadriglia)
| Anno | Carri da getto (quadriglia) vittoriosi |
| ---- | -------------------------------------- |
| 1999 | Gli Arancieri del Centro Storico       |
| 2000 | L'Armata del Generale                  |
| 2001 | La Vecchia Torre                       |
| 2002 | I Cavalieri del Tricolore              |
| 2003 | I Baroni di Borgata                    |
| 2004 | I Baroni del Castello                  |
| 2005 | I Balestrieri d'Albeto                 |
| 2006 | Gli Arancieri del Centro Storico       |
| 2007 | L'Armata del Generale                  |
| 2008 | I Cavalieri di San Bernardo            |
| 2009 | Gli Arancieri del Centro Storico       |
| 2010 | I Traditori del Tiranno                |
| 2011 | I Cavalieri del Lago                   |
| 2012 | L'Ariete del Sacro Cuore               |
| 2013 | I Traditori del Tiranno                |
| 2014 | I Balestrieri d'Albeto                 |
| 2015 | I Balestrieri d'Albeto                 |
| 2016 | I Cavalieri di San Bernardo            |
| 2017 | I Conti Casana                         |
| 2018 | I Traditori del Tiranno                |
| 2019 | I Cavalieri del Borghetto              |
| 2020 | sospeso                                |
| 2021 | annullato                              |
| 2022 | annullato                              |
| 2023 | I Traditori del Tiranno                |
| 2024 | Gli Scudieri del Re                    |
| 2025 | I Cavalieri del Lago                   |

### Vittorie per Carri da getto (Tiro a quattro)
| Carri da getto                   | Vittorie |
| -------------------------------- | -------- |
| I Traditori del Tiranno          | 5        |
| I Balestrieri d'Albeto           | 3        |
| Gli Arancieri del Centro Storico | 3        |
| I Cavalieri di San Bernardo      | 2        |
| L'Armata del Generale            | 2        |
| I Cavalieri del Lago             | 2        |
| Gli Scudieri del Re              | 1        |
| I Baroni del Castello            | 1        |
| I Baroni di Borgata              | 1        |
| I Cavalieri del Borghetto        | 1        |
| I Cavalieri del Tricolore        | 1        |
| I Conti Casana                   | 1        |
| L'Ariete del Sacro Cuore         | 1        |
| La Vecchia Torre                 | 1        |

## Il cerimoniale della festa

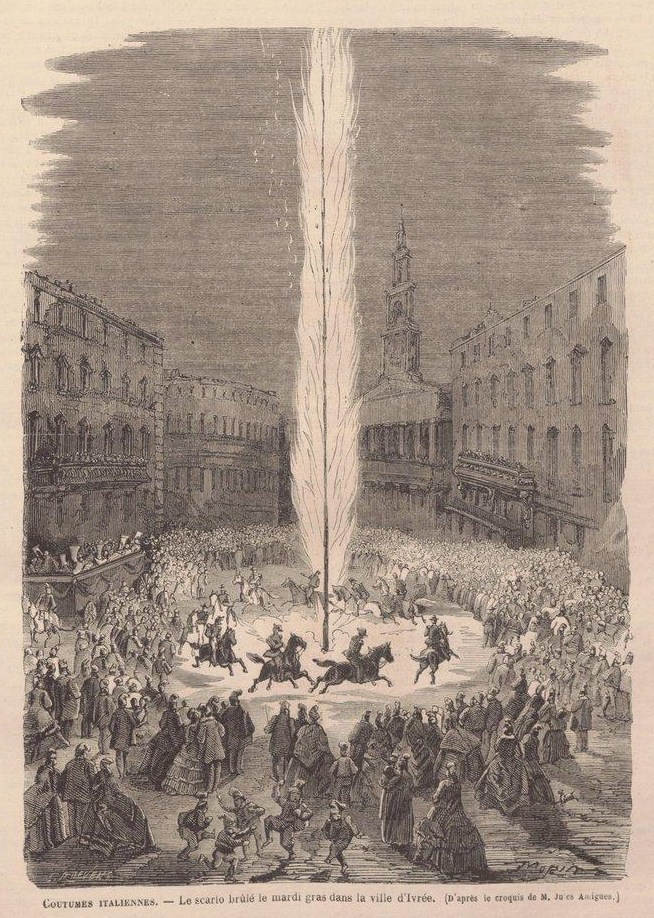
Cerimonia dell‘Abbruciamento degli Scarli in 1866

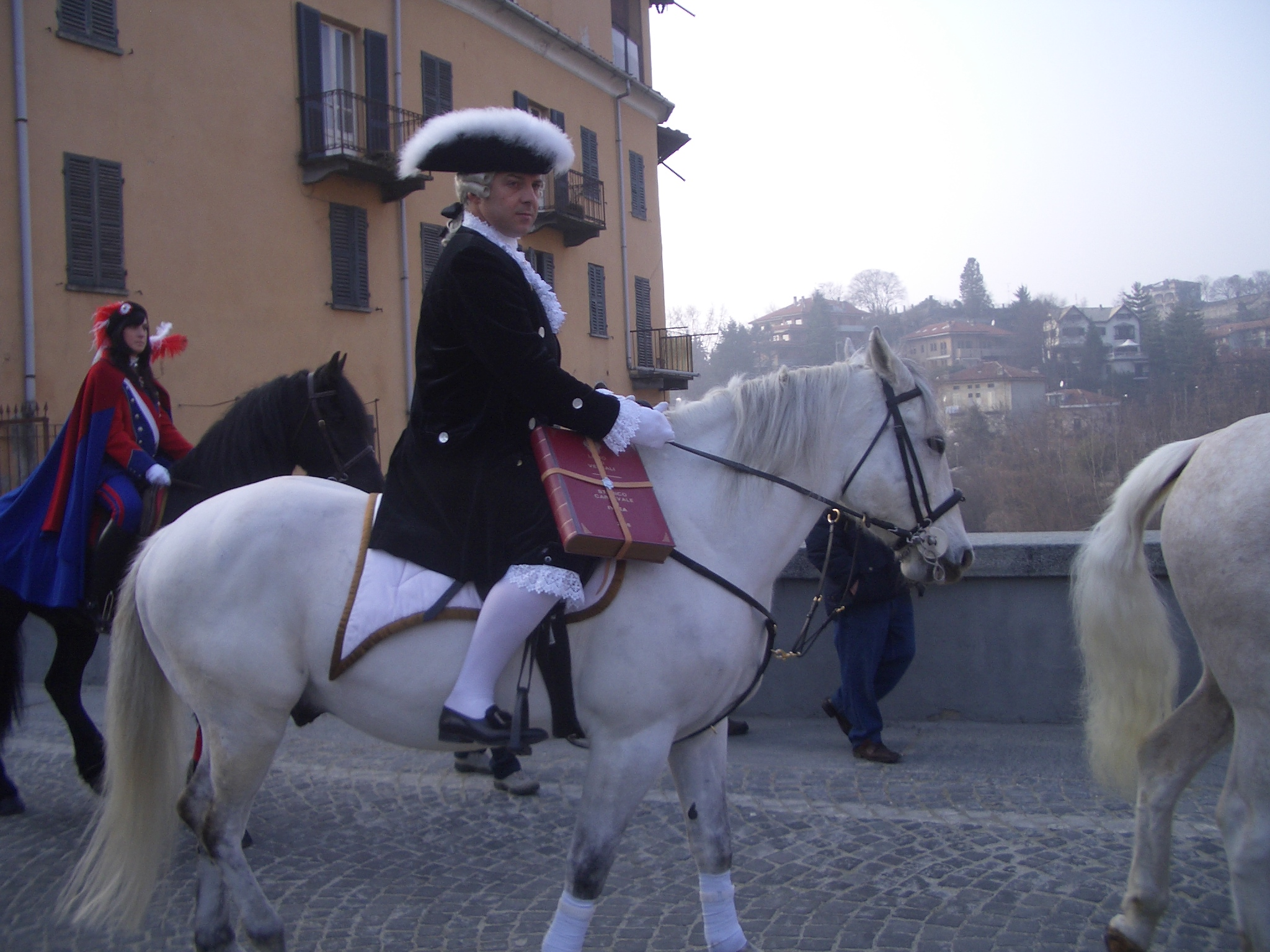
Il Sostituto Gran Cancelliere con il Libro dei Verbali

Il programma della manifestazione carnevalesca va al di là del cuore delle manifestazioni, ovvero la tradizionale sfilata del corteo storico la sera del giovedì grasso, la presentazione della mugnaia e i fuochi artificiali del sabato grasso e la battaglia delle arance della domenica; esso si svolge seguendo un lungo cerimoniale articolato e complesso, disciplinato da un ben preciso copione, su un arco temporale che si estende ben oltre i tre canonici giorni della festa.
Ad Ivrea infatti, il carnevale inizia già il giorno dell'Epifania, quando viene presentato alla città il nuovo Generale e quando, accompagnato dal suono della Banda dei Pifferi e Tamburi, il corteo, anche con le figure del Podestà e dei Credendari sale sino alla Cappella dei Tre Re sul Monte Stella per la tradizionale offerta dei ceri al Vescovo.
Il programma prosegue quindi nelle due domeniche che precedono la festa con la cerimonia della Prise du drapeau, con quella dell'Alzata degli Abbà, e con la partecipazione del Generale e dello Stato Maggiore alle "fagiolate benefiche" organizzate nei quartieri periferici, ed altro ancora.
Altre cerimonie si celebrano il "giovedì grasso", con la sfilata dei carri allegorici e la tipica festa della sera; quindi i festeggiamenti proseguono anche il venerdì, per poi terminare nel grande "sabato grasso", specie quando, di sera, sul balcone del Municipio (detto Palazzo di Città o Palazzo Civico), la figura della mugnaia viene presentata ufficialmente alla folla, e proseguendo in una festa collettiva, comprensiva di fuochi d'artificio sulle rive del fiume Dora.
Vi è una coda del Carnevale che si svolge nel quartiere del Borghetto il "mercoledì delle ceneri", con la distribuzione di "polenta e merluzzo" gestita dal Comitato delle Croazia.
Tra le manifestazioni rituali più interessanti va menzionata anche la cerimonia della Preda in Dora, quando il Podestà, ripetendo un gesto che si vuol far risalire al Medioevo, lancia nel fiume un sasso, prelevato simbolicamente dai ruderi del Castellazzo e proclama, ad alta voce: Hic facimus in spretum Marchionis Montisferrati, ribadendo l'impegno cittadino ad opporsi a qualsiasi tirannia. Giuseppe Giacosa, pur attento a distinguere tra storia e leggenda, commenta in questi termini la cerimonia della Preda in Dora:
(Giuseppe Giacosa, Castelli Valdostani e Canavesani, ed. Roux, Frassati & C., Torino 1898)
Particolarmente suggestiva è la cerimonia dell'Abbruciamento degli Scarli che si svolge nelle piazze dei vari rioni e che chiude simbolicamente il carnevale. Cinque sono gli scarli eretti: lo scarlo di piazza Gioberti (anticamente denominata piazza Maretta, e ancora oggi chiamata così dagli eporediesi), quello in piazza Castello, quello del Rondolino, quello in piazza Ferruccio Nazionale (comunemente denominata piazza "di Città") e, per ultimo, quello del Borghetto. Preceduti da Pifferi e Tamburi, il Generale, lo Stato Maggiore e gli Abbà raggiungono, marciando a cavallo per le vie d'Ivrea, le varie piazze dove un Abbà, munito di fiaccola, infiamma gli arbusti posti alla base dello scarlo. Se la fiamma sale rapidamente sino alla banderuola posta sulla cima, se ne traggono buoni auspici.
Il momento più importante di questa cerimonia finale si svolge in piazza di Città. È il momento in cui, dato fuoco allo scarlo, la Mugnaia sta ritta sul suo carro reggendo la spada col braccio teso verso l'alto, sino a quando sarà bruciata la banderuola tricolore che sta in cima allo scarlo. Poi, abbassata la spada, lancia alla folla, uno alla volta, i garofani rossi del bouquet che ornava il suo carro. Salvator Gotta ricorda in questi termini la cerimonia:
Un urlo s'alza allora dal buio della folla, urlo immenso che turbina intorno alle lingue di fuoco salienti verso l'alto, stirate dal vento, punteggiate di faville, illuminanti le migliaia di teste rosse che gremiscono la piazza, il pallore sinistro delle case, la Mugnaia bianca, immobile con la sua spada levata verso cielo. [...]»
(Salvator Gotta, L'amica dell'ombra, Baldini & Castoldi, Milano, 1931)
Dopo l'incendio dell'ultimo scarlo, quello del Borghetto, il Generale e lo Stato Maggiore smontano da cavallo ed il corteo, attraversato il Ponte Vecchio, percorre via Guarnotta, piazza Maretta, via Arduino e via Palestro fino alla piazza Ottinetti. Lungo il percorso, nel silenzio della folla, i Pifferi e Tamburi eseguono la Marcia funebre, una melodia di struggente lentezza; giunti in piazza Ottinetti eseguono per l'ultima volta, in segno di ringraziamento, la Marcia del Generale. Poi la festa si chiude definitivamente con il saluto tradizionale in dialetto canavesano Arvëdse a giòbia a 'n bòt ("Arrivederci all'una di giovedì"), con il quale ci si dà appuntamento al carnevale dell'anno seguente.

## Gastronomia
Il piatto più tipico associato al carnevale sono i fagioli grassi, che vengono distribuiti nelle piazze della città durante i giorni della festività. Ugualmente radicata è la consuetudine di consumare polenta e merluzzo alla fine del carnevale, in occasione del mercoledì delle ceneri.

## Il carnevale nei media
- Il carnevale d'Ivrea fa da cornice nel film Una donna allo specchio.
- Il carnevale d'Ivrea compare nelle ultime scene di Adriano Olivetti: la forza di un sogno. La morte prematura di Adriano Olivetti, direttore dell'omonima celebre fabbrica eporediese, sopraggiunge il giorno prima dell'inizio delle celebrazioni: nel rispetto della persona che fece di Ivrea una delle città industriali di spicco a livello mondiale nel secondo dopoguerra, il carnevale quell'anno venne annullato.
- Il carnevale di Ivrea è il soggetto del video musicale di L'Ultima Festa, brano del cantante eporediese Cosmo.

## Galleria d'immagini

### I personaggi del Carnevale Storico

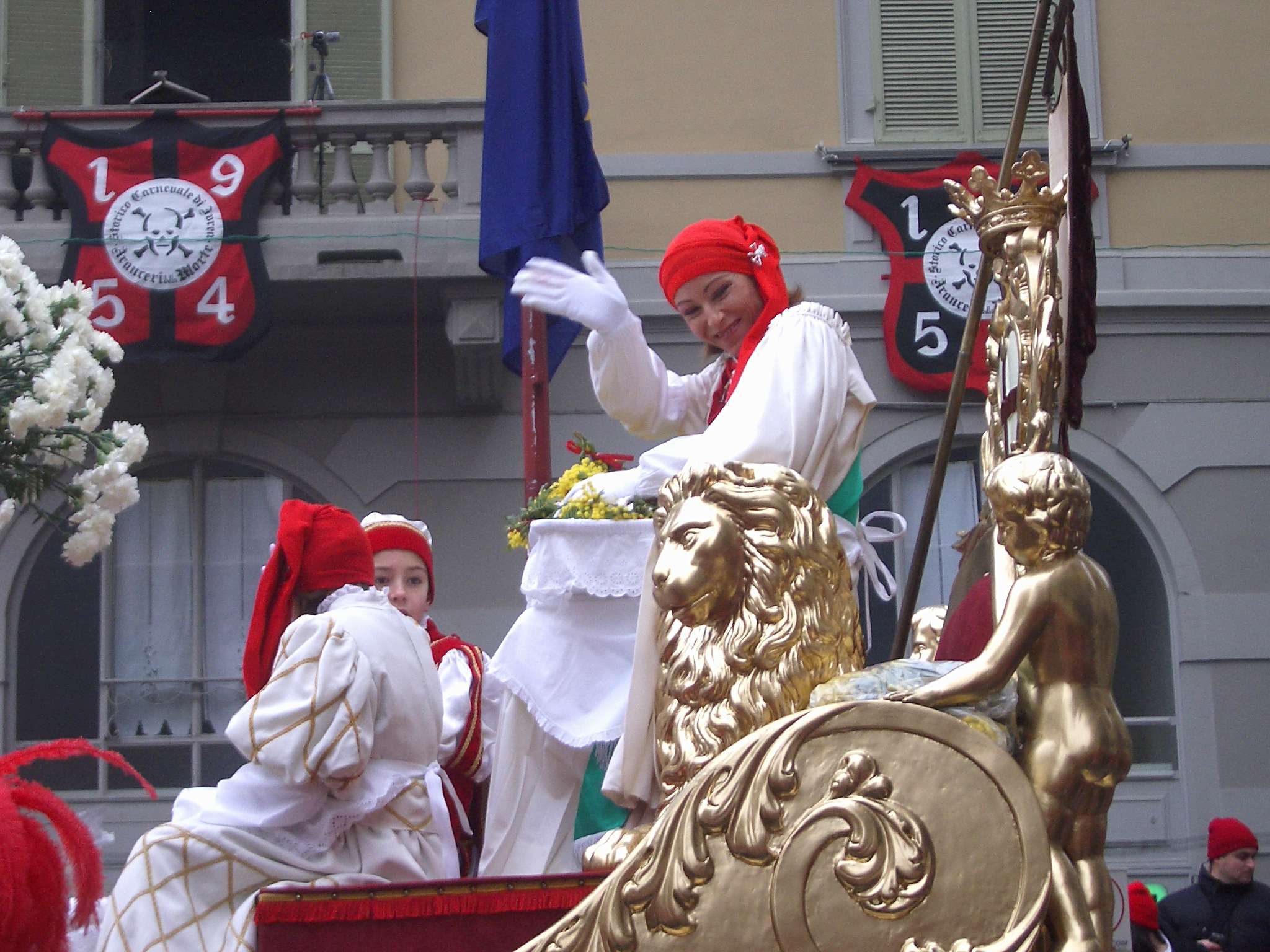
La Mugnaia
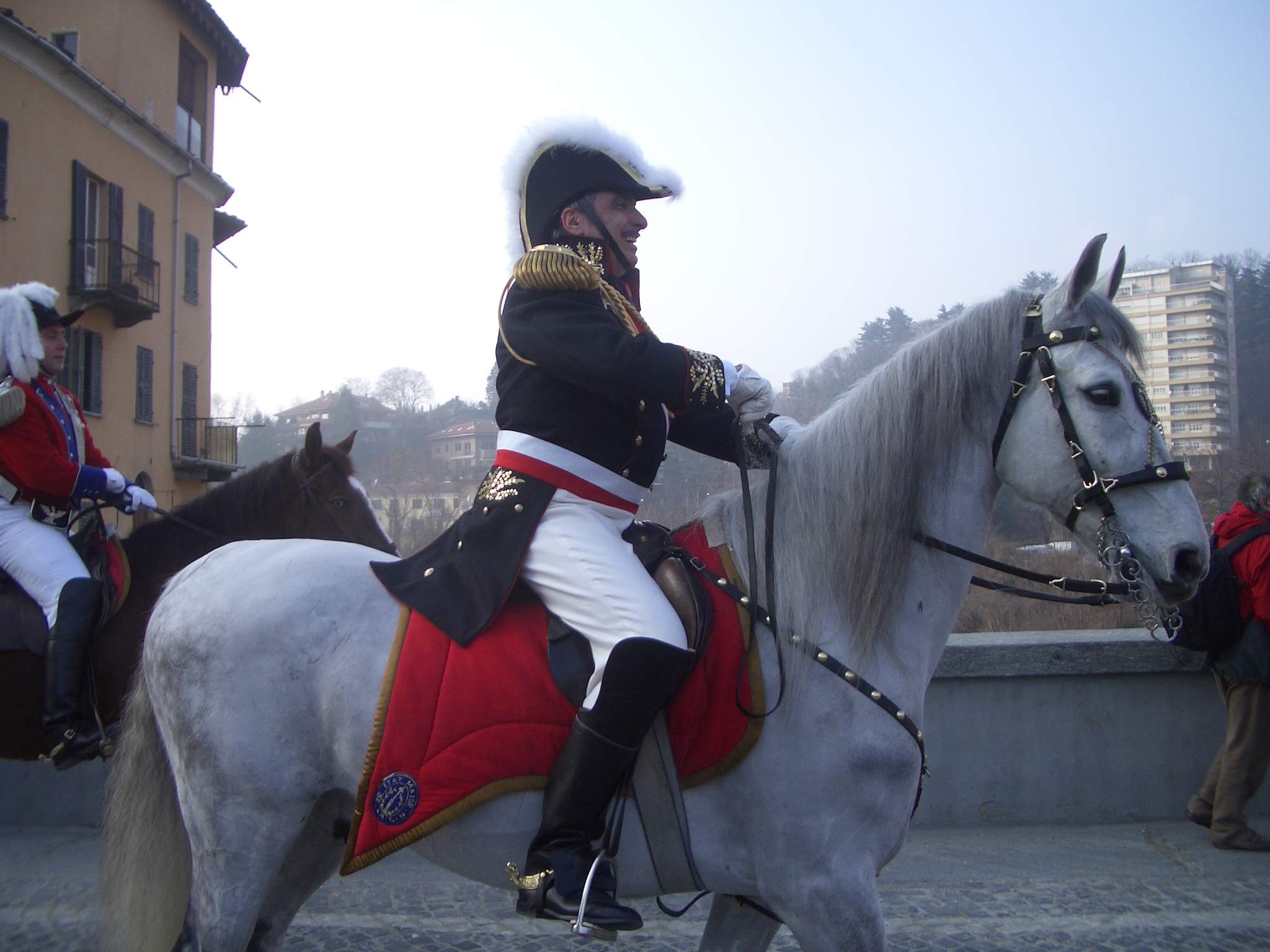
Il Generale
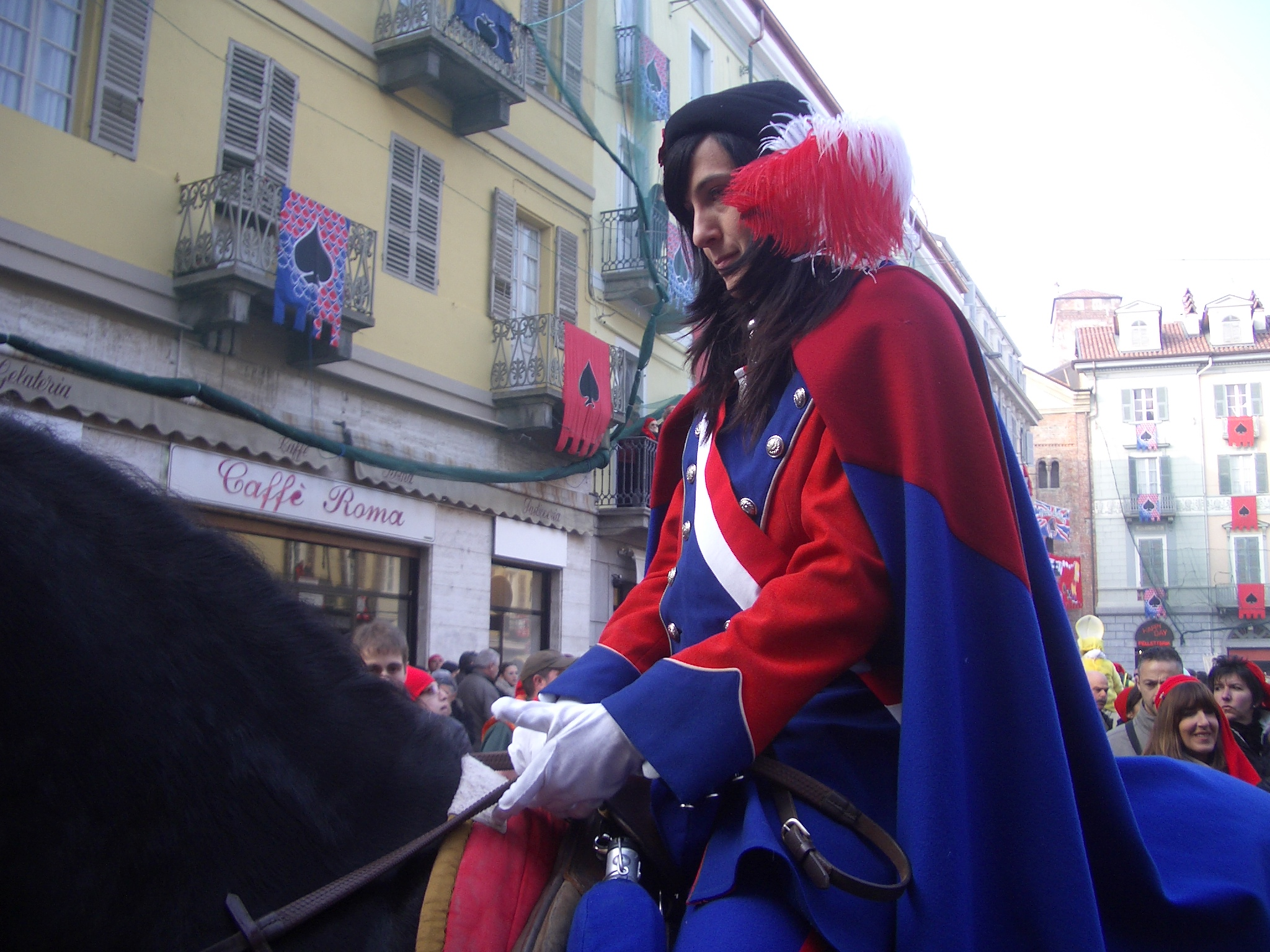
Le Vivandiere
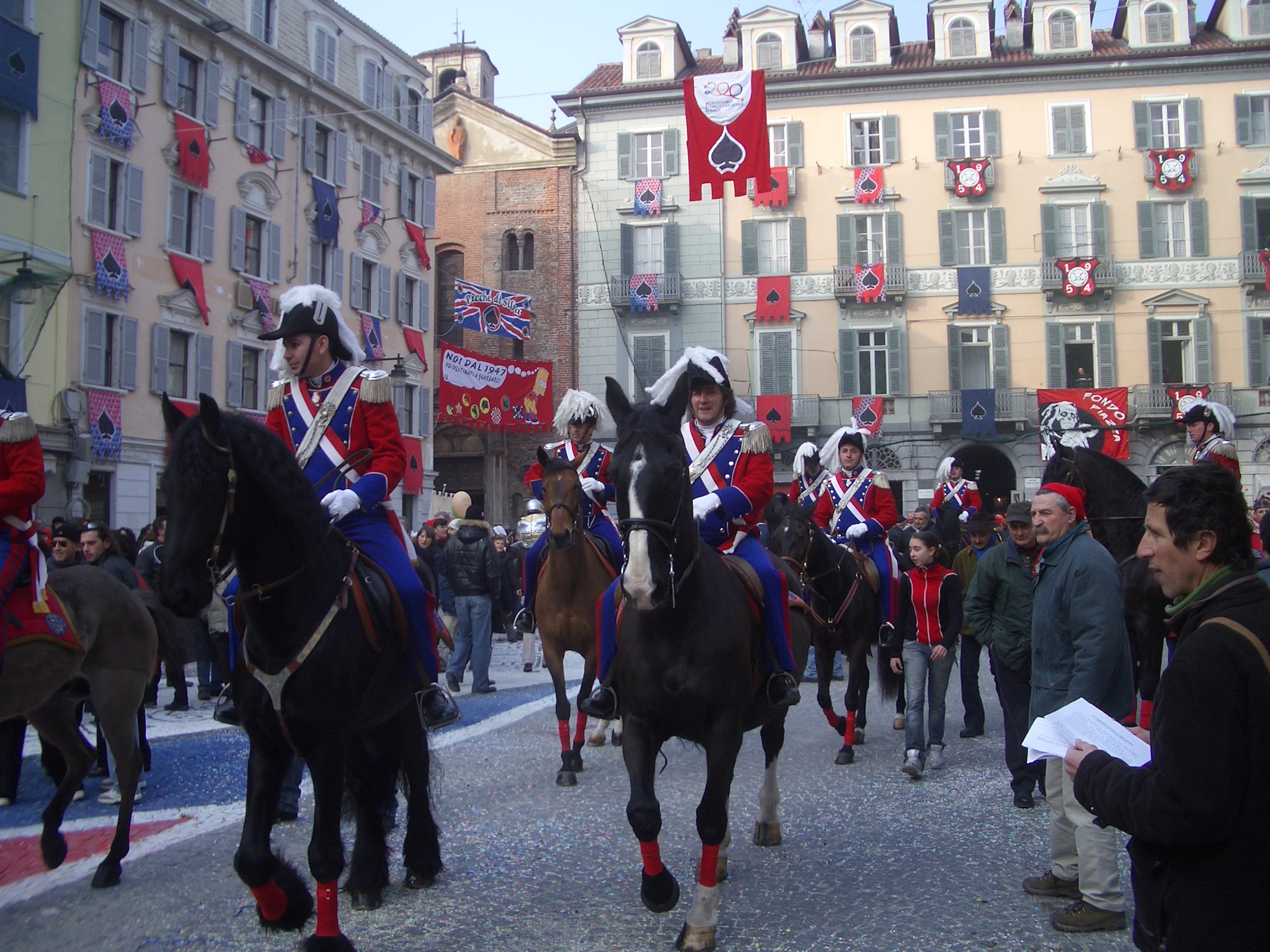
Lo Stato Maggiore
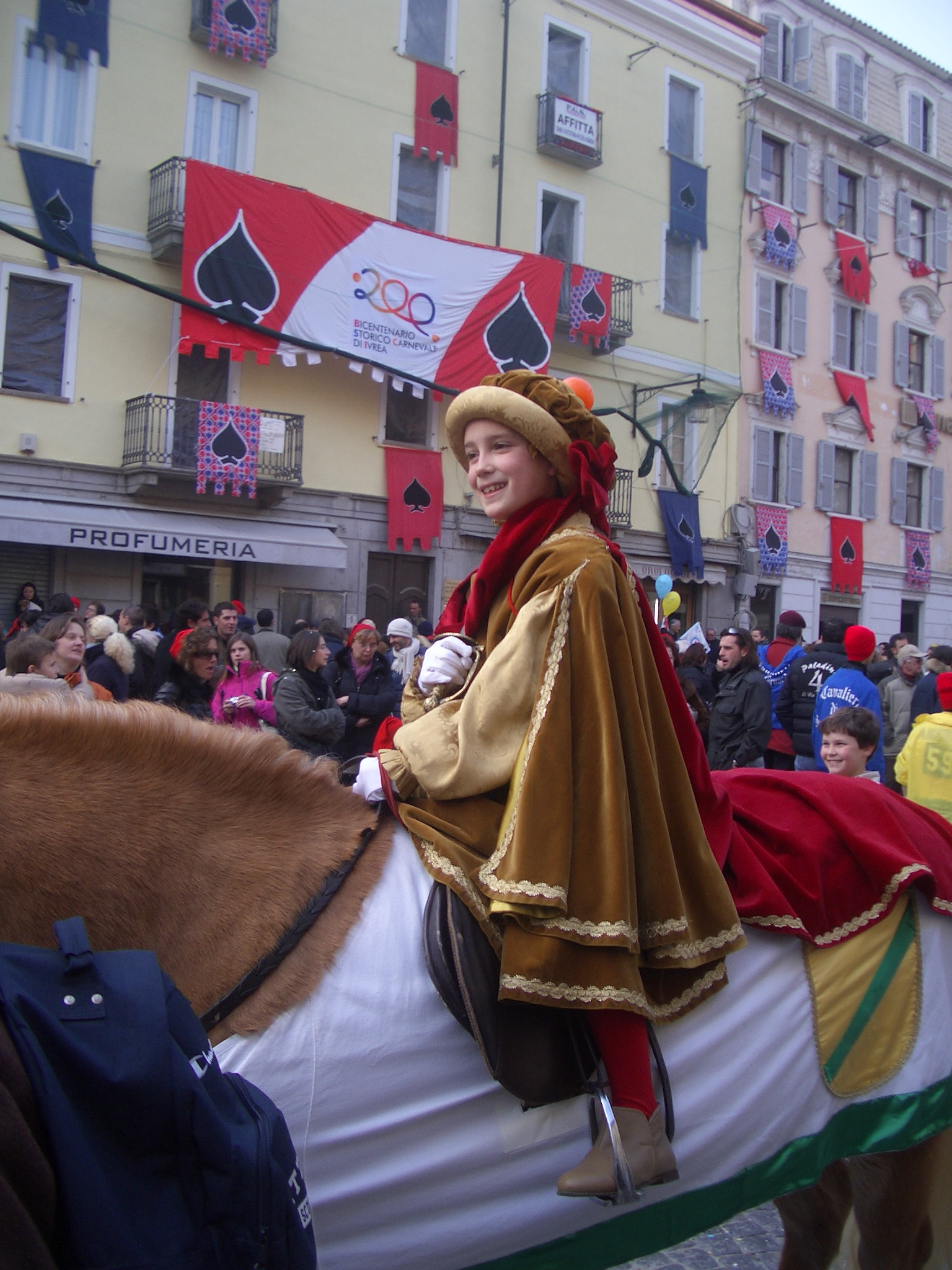
Gli Abbà
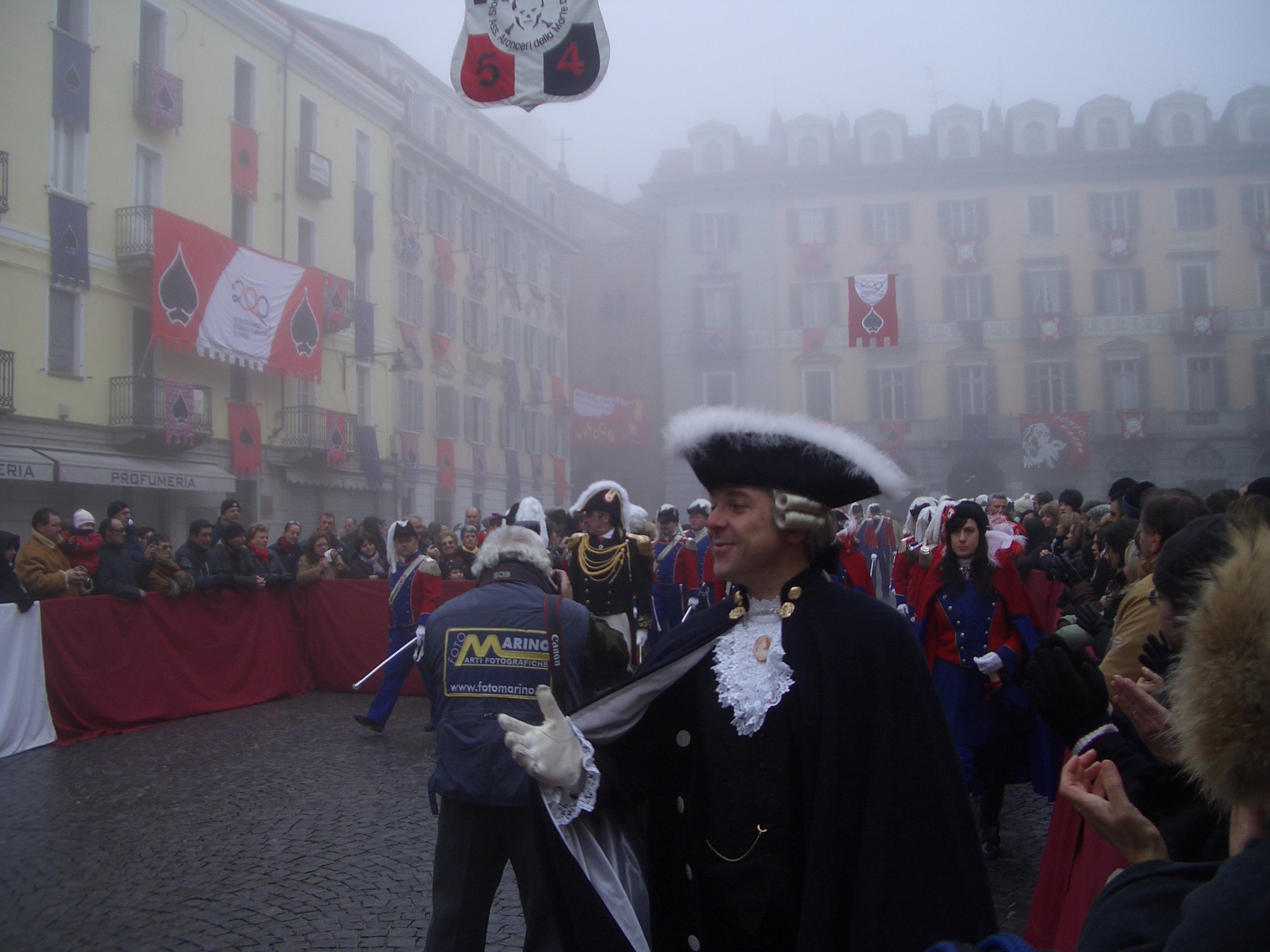
Il Sostituto Gran Cancelliere
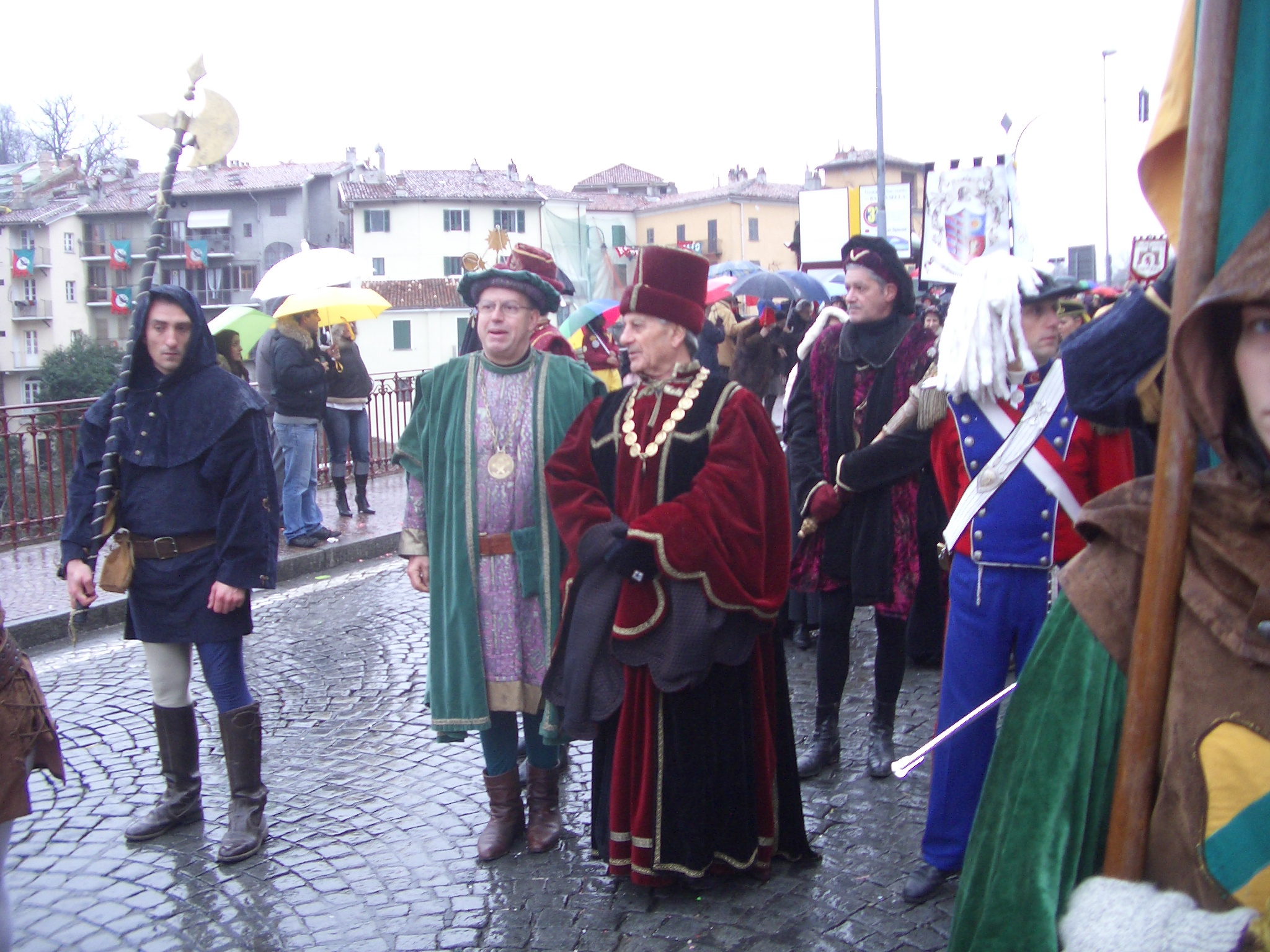
Il Podestà ed i Credendari
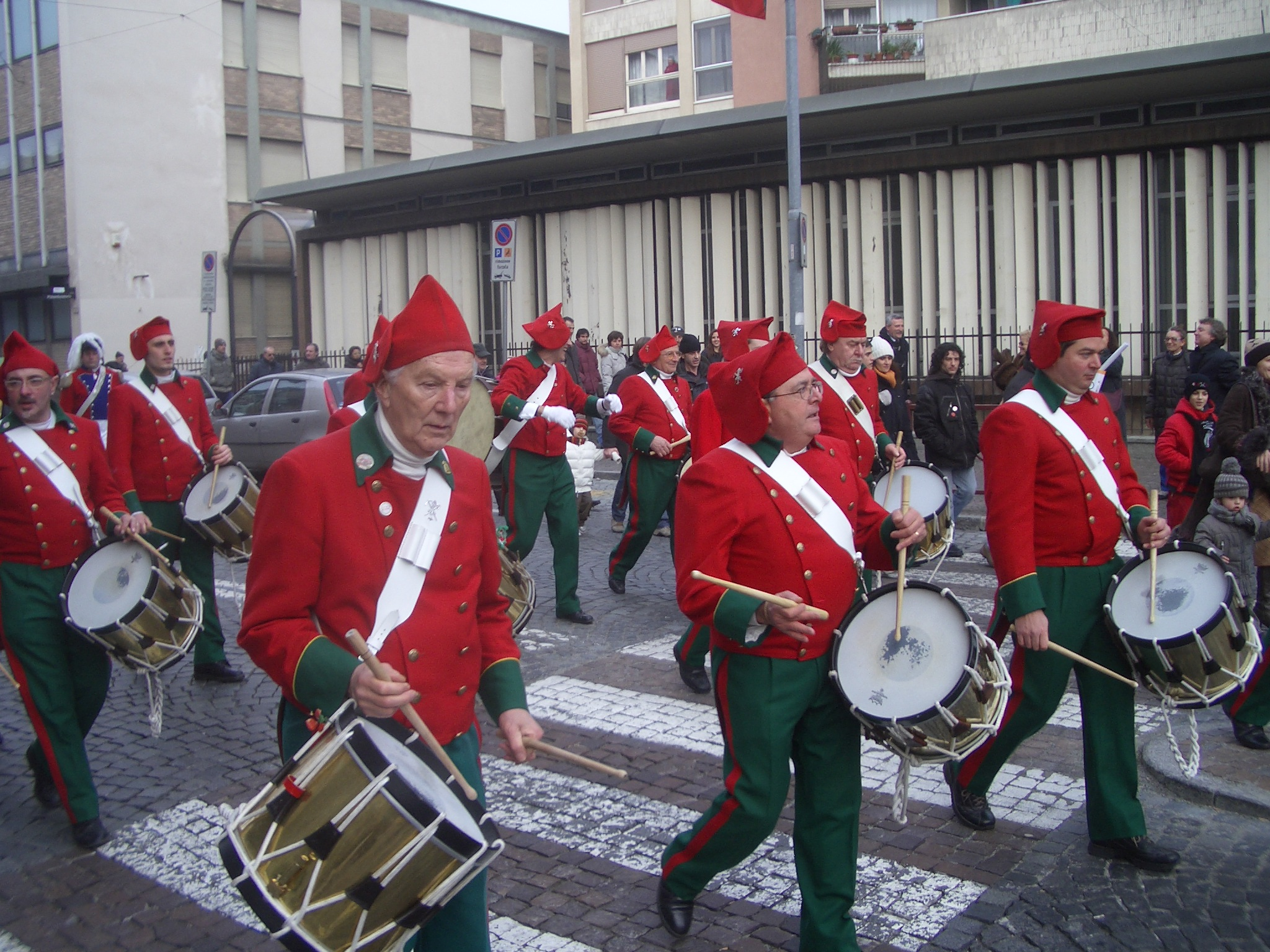
La Banda dei Pifferi e Tamburi
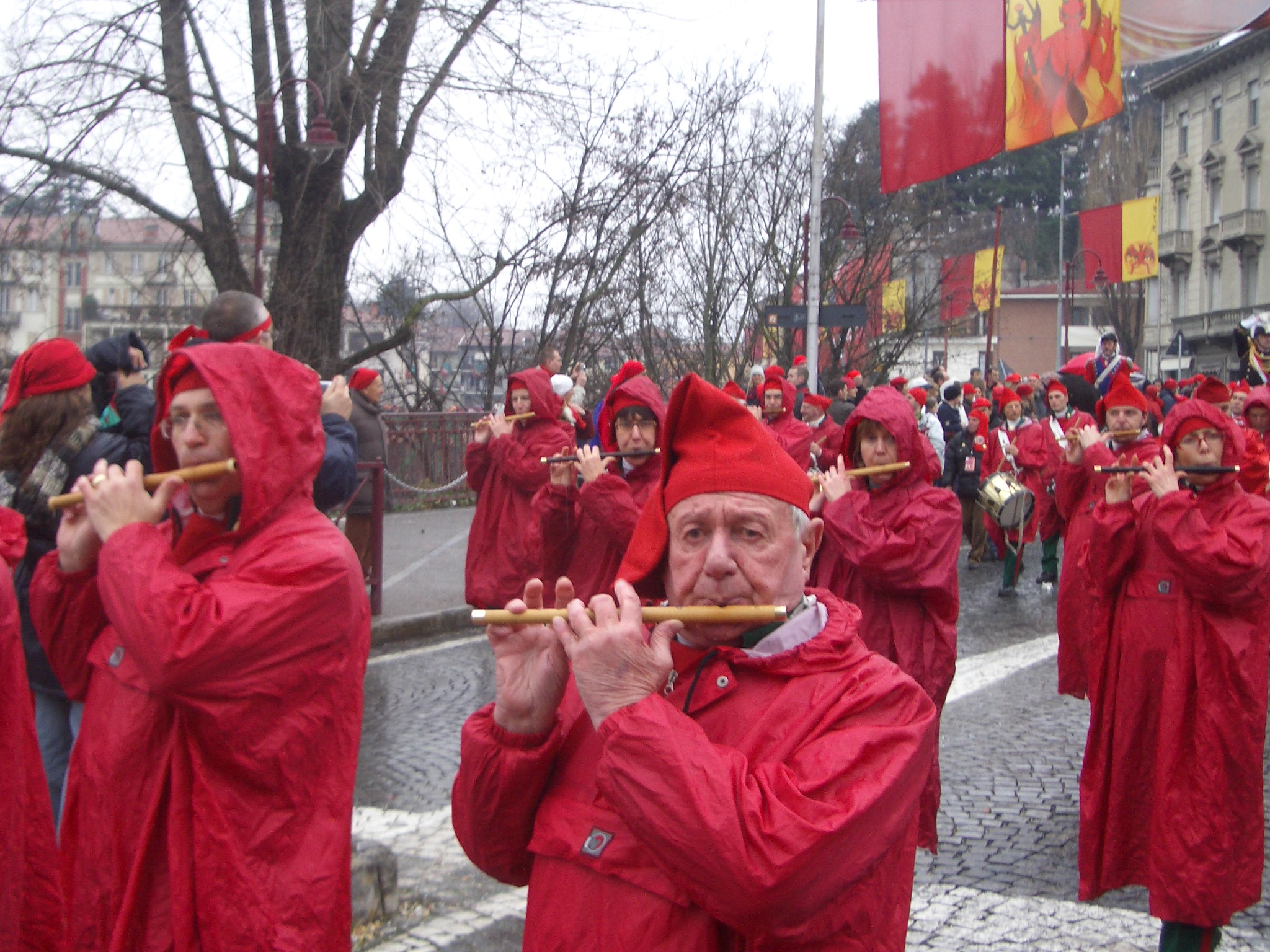
La Banda dei Pifferi e Tamburi (sotto la pioggia)
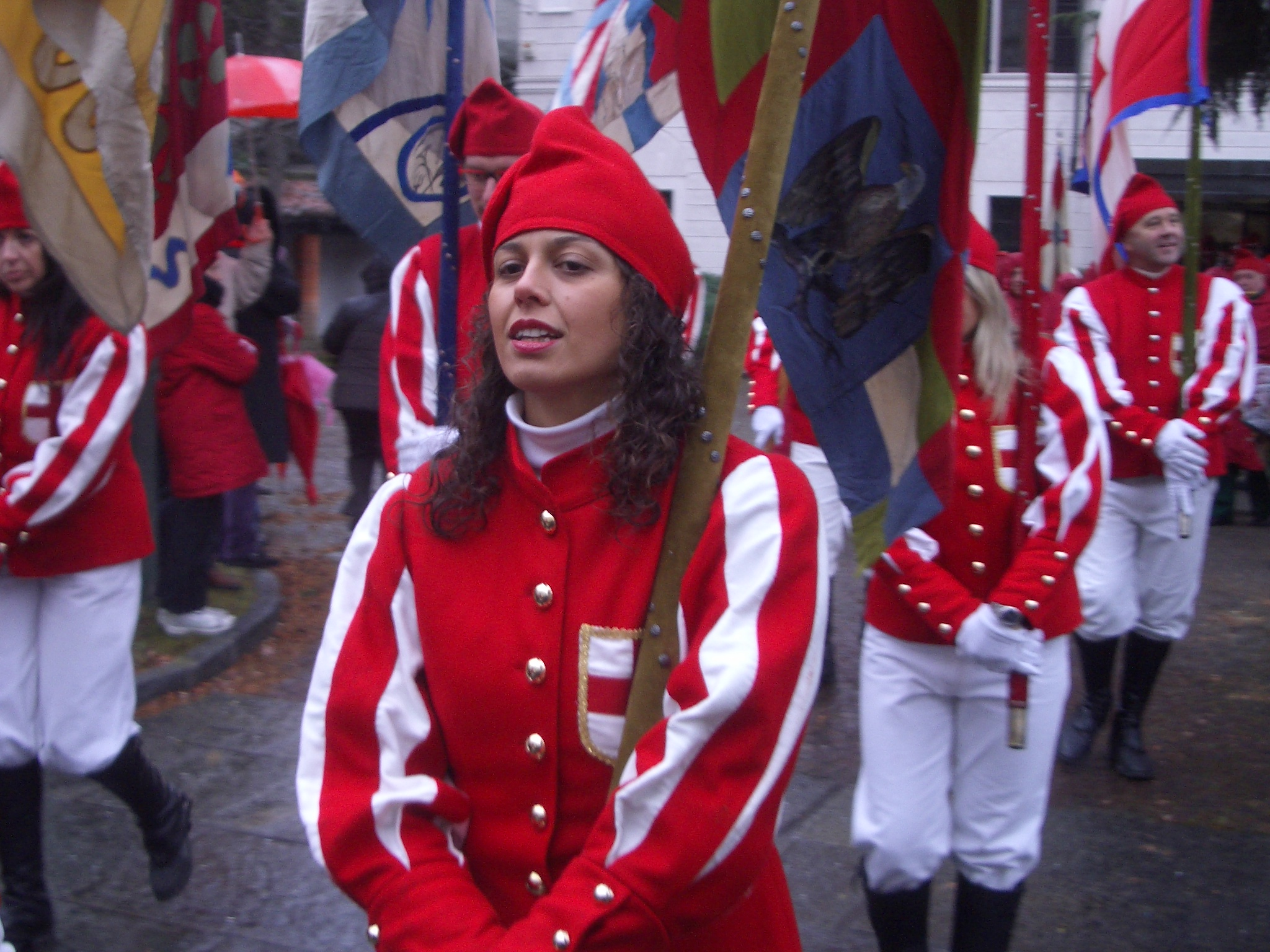
Gli Alfieri
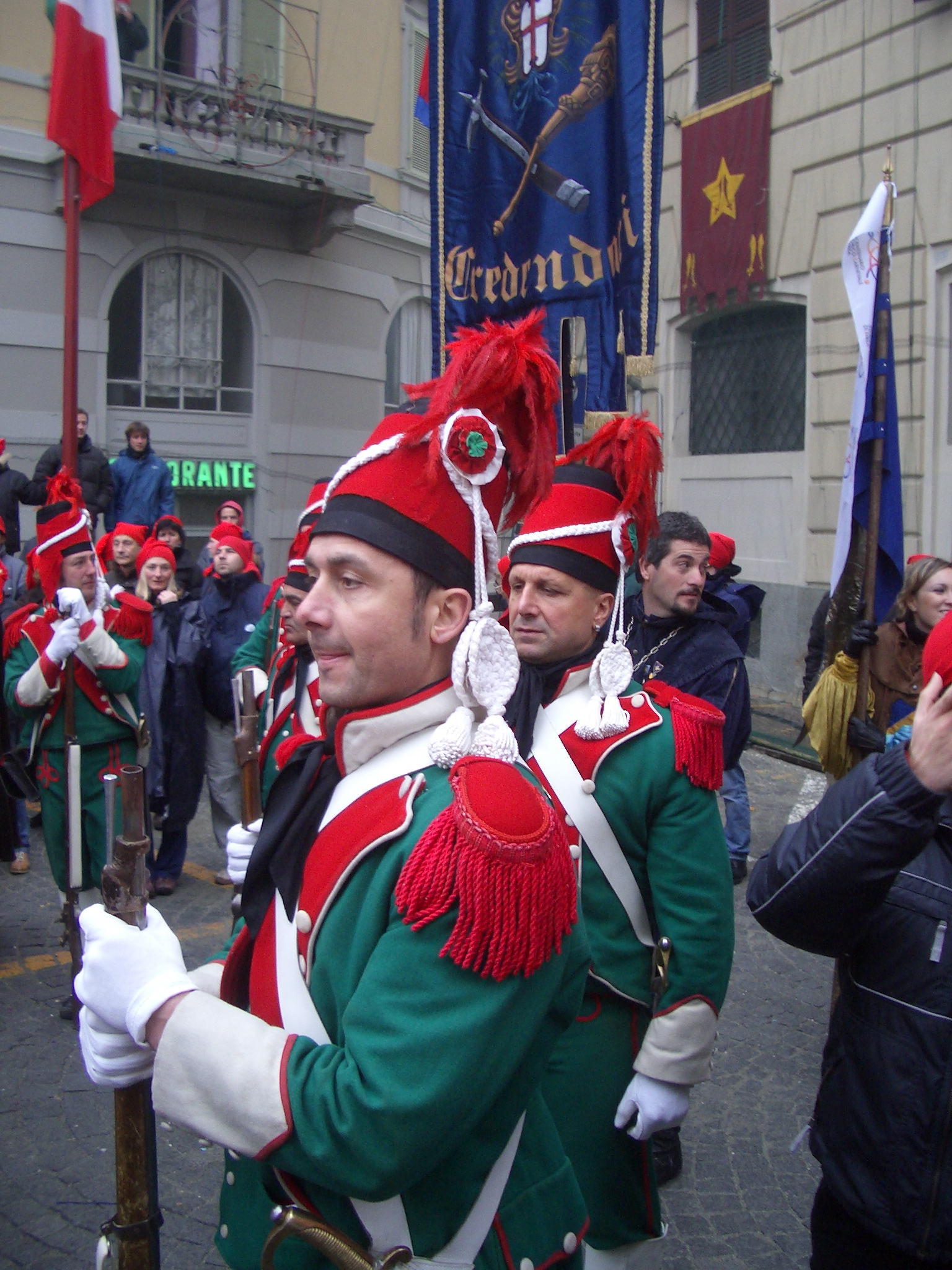
Scorta della Mugnaia (con il costume del Primo Battaglione Cacciatori

### La Battaglia delle Arance

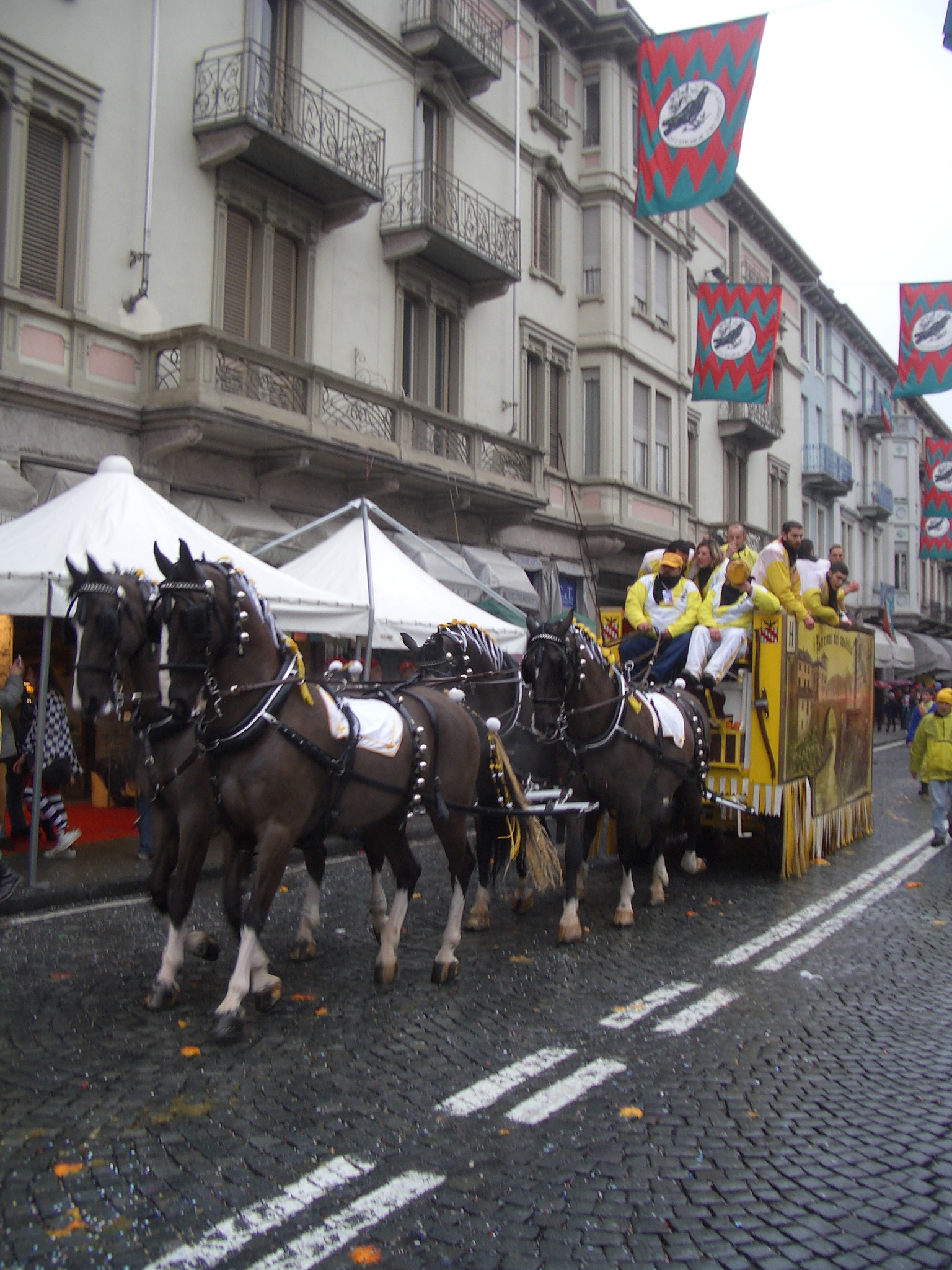
Un Carro da Getto
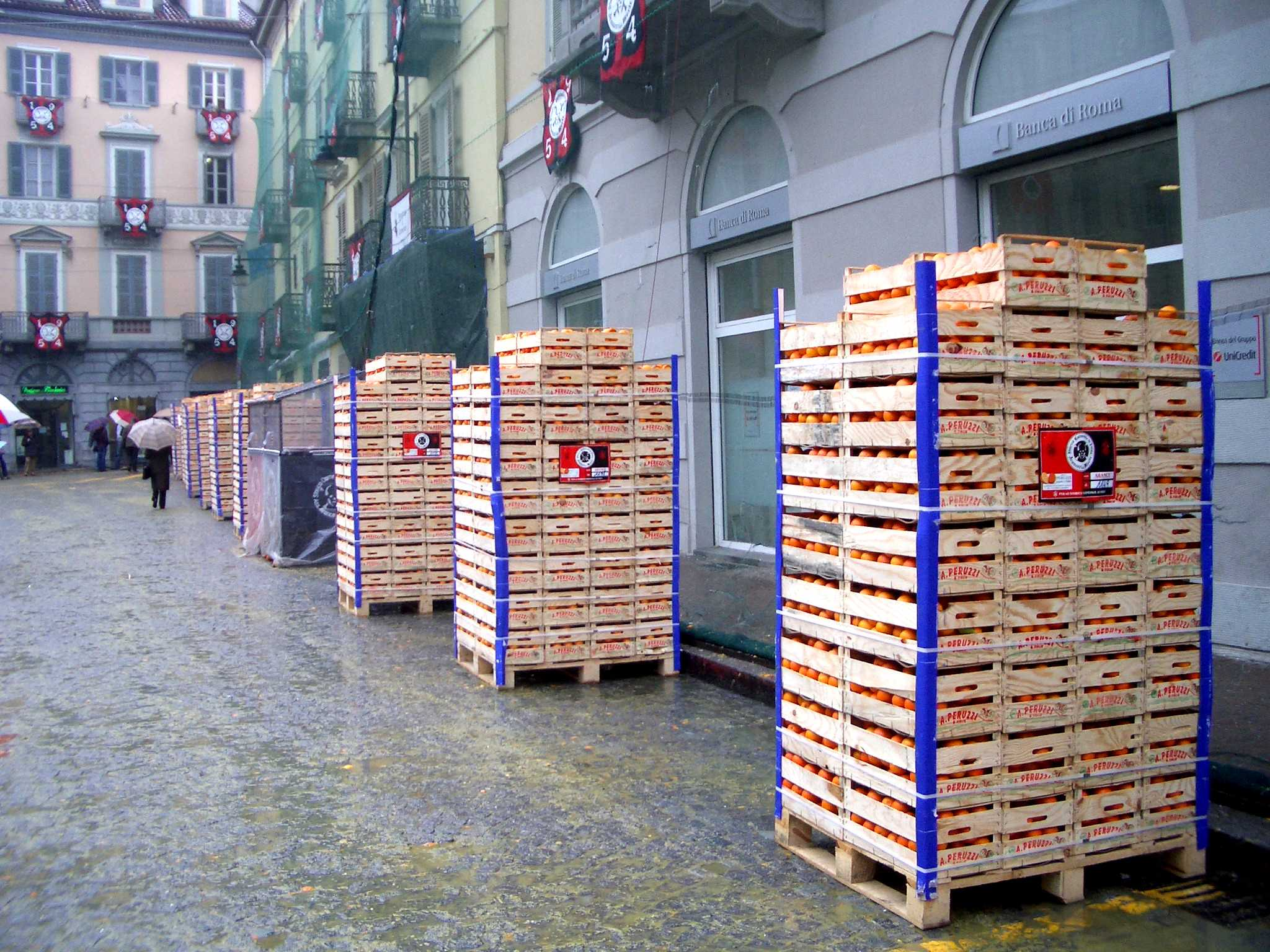
"Munizioni" per la battaglia
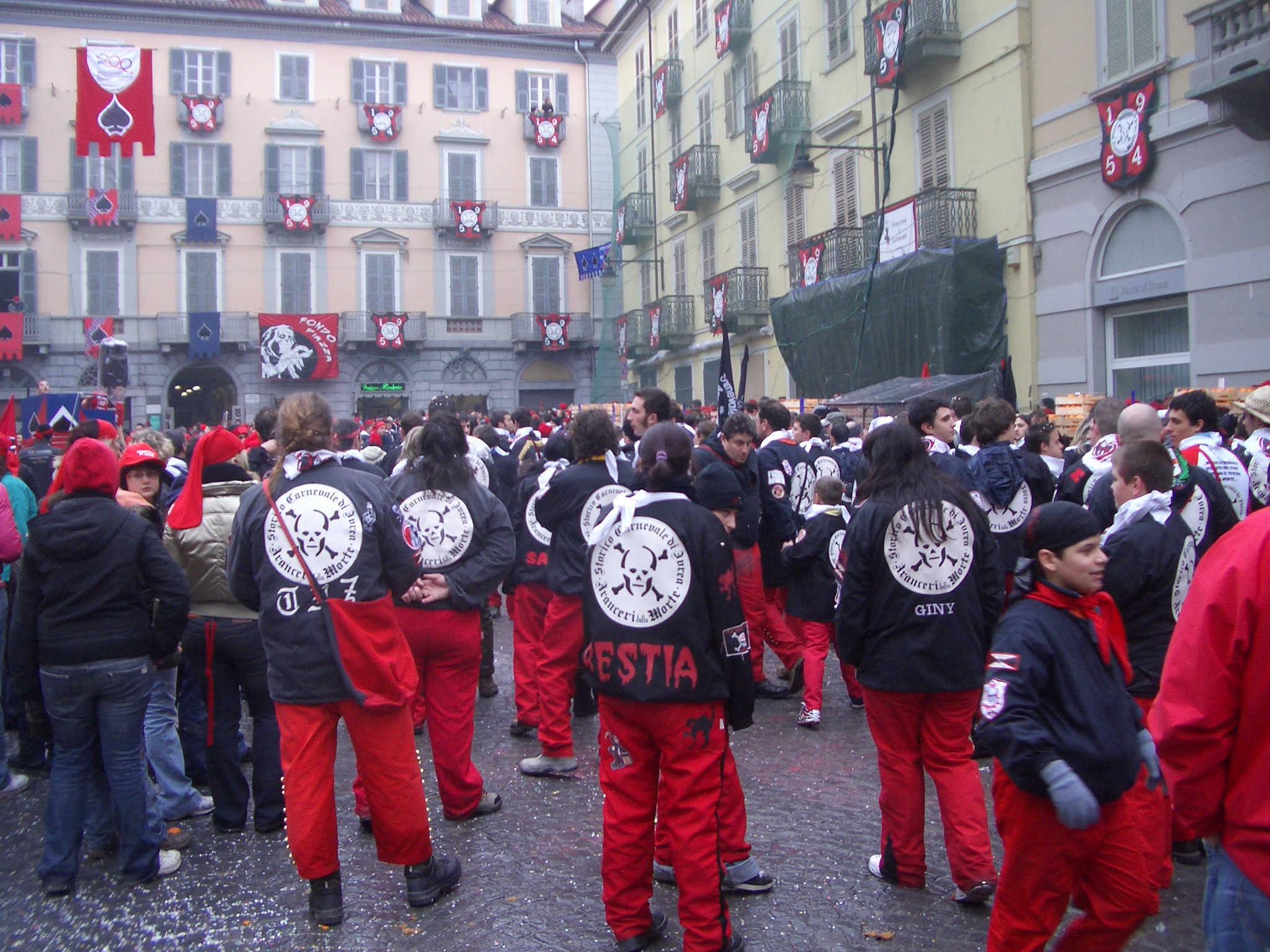
Arancieri in attesa della battaglia
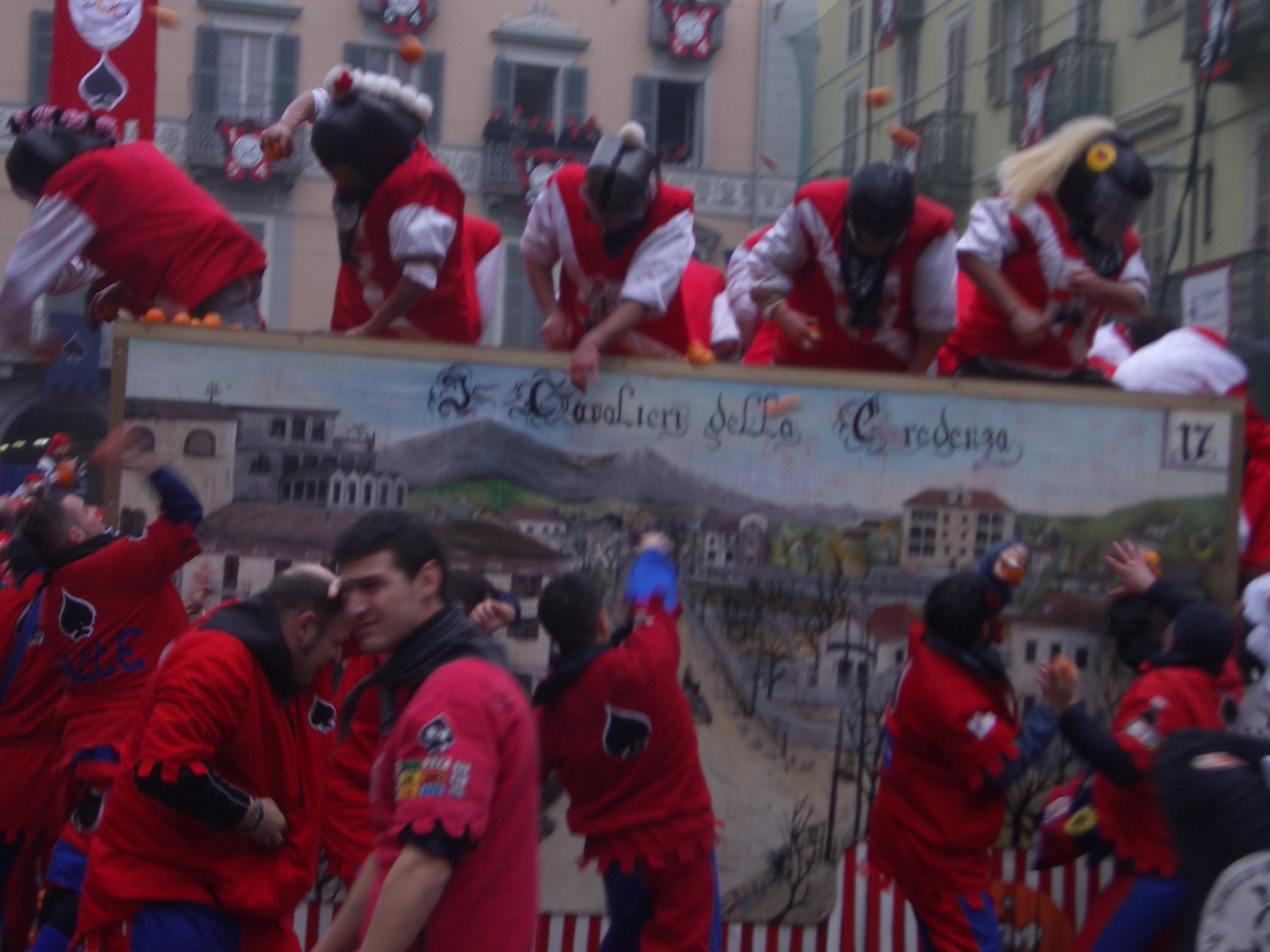
Scene di battaglia
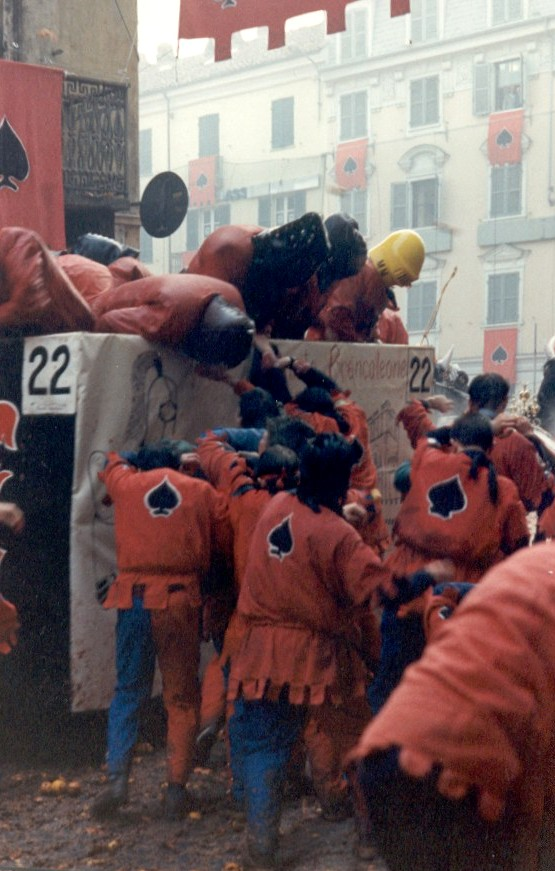
Scene di Battaglia
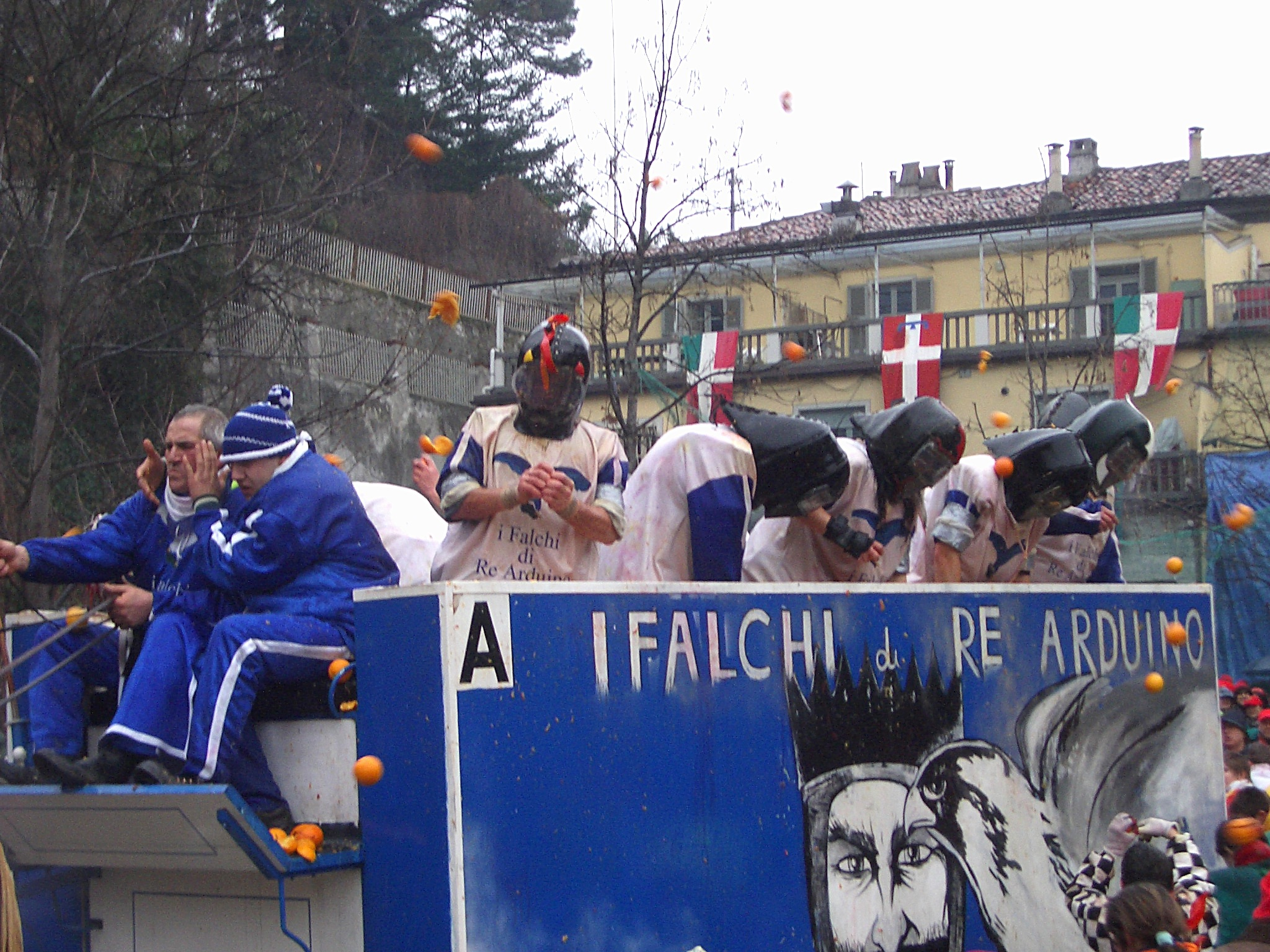
Scene di battaglia
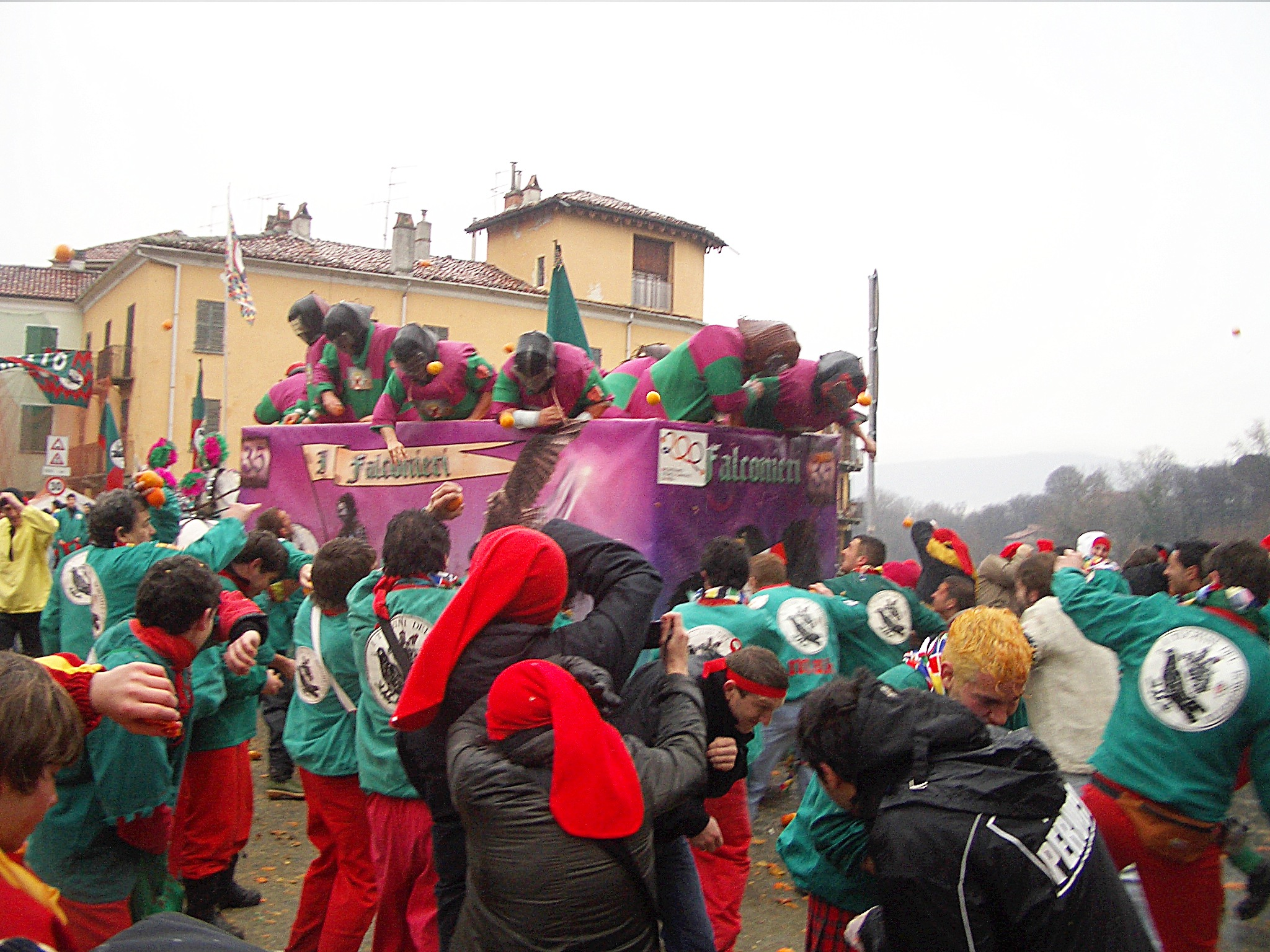
Scene di battaglia
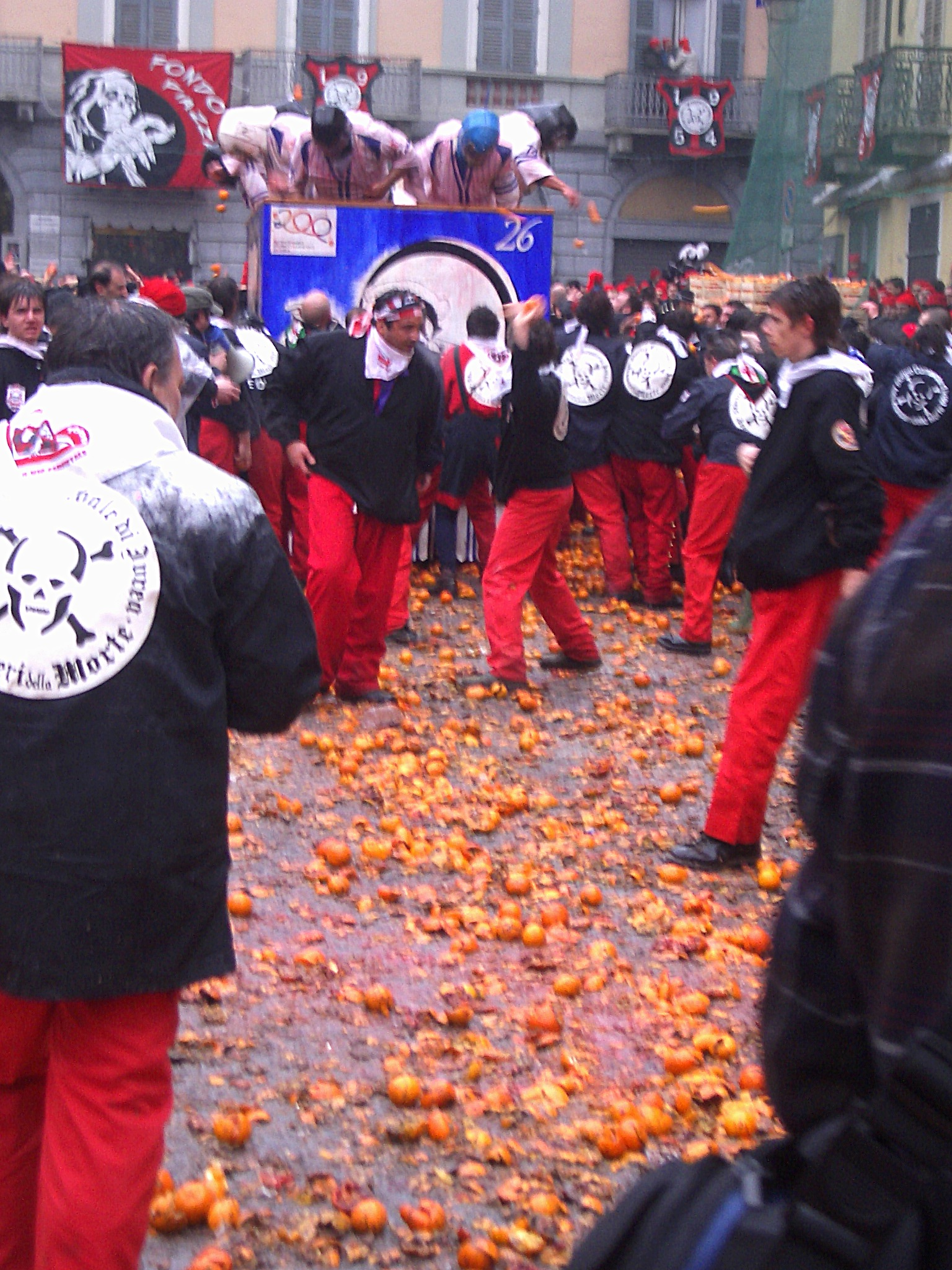
Il campo di battaglia
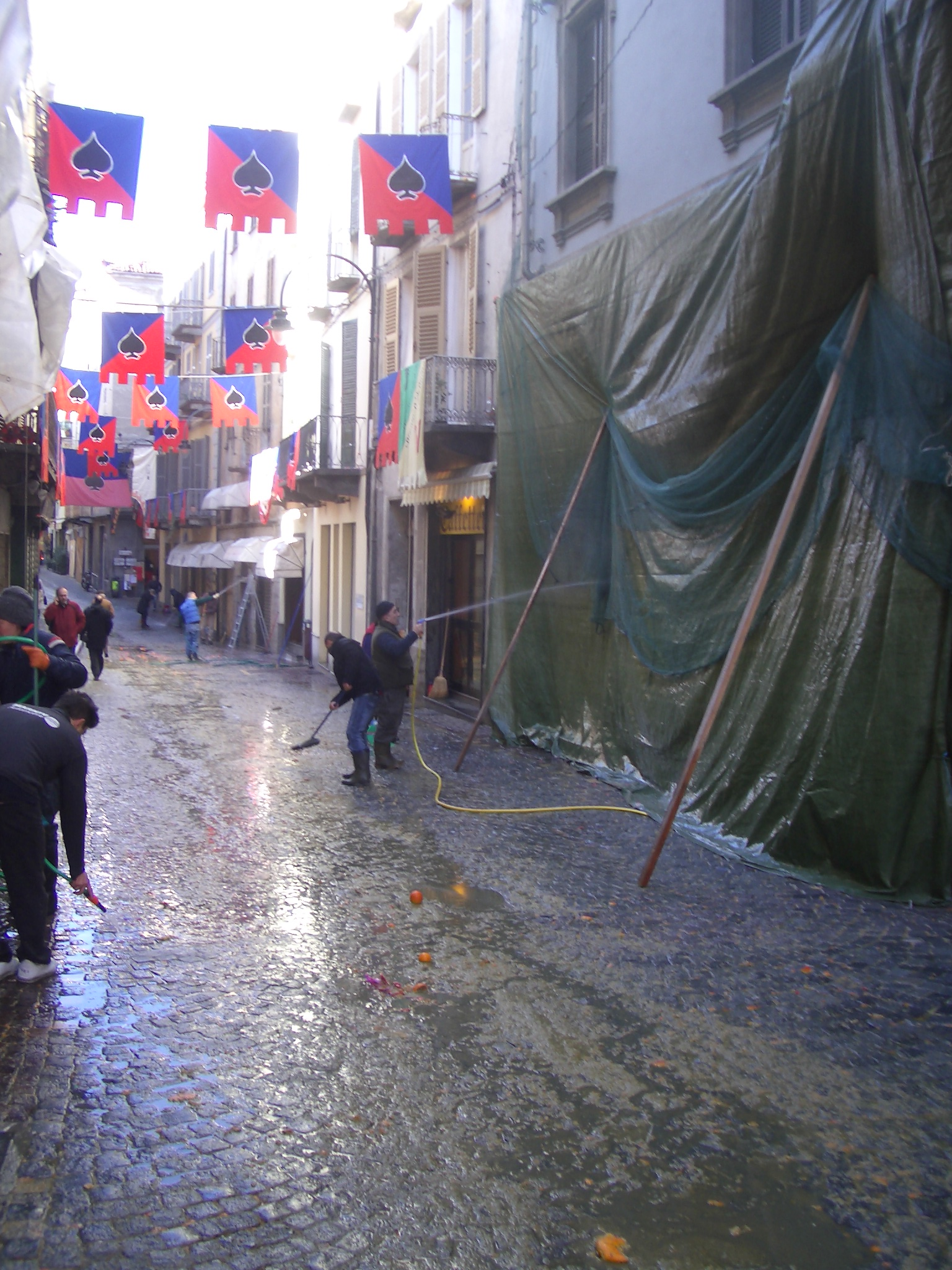
Il giorno dopo: pulizia della città
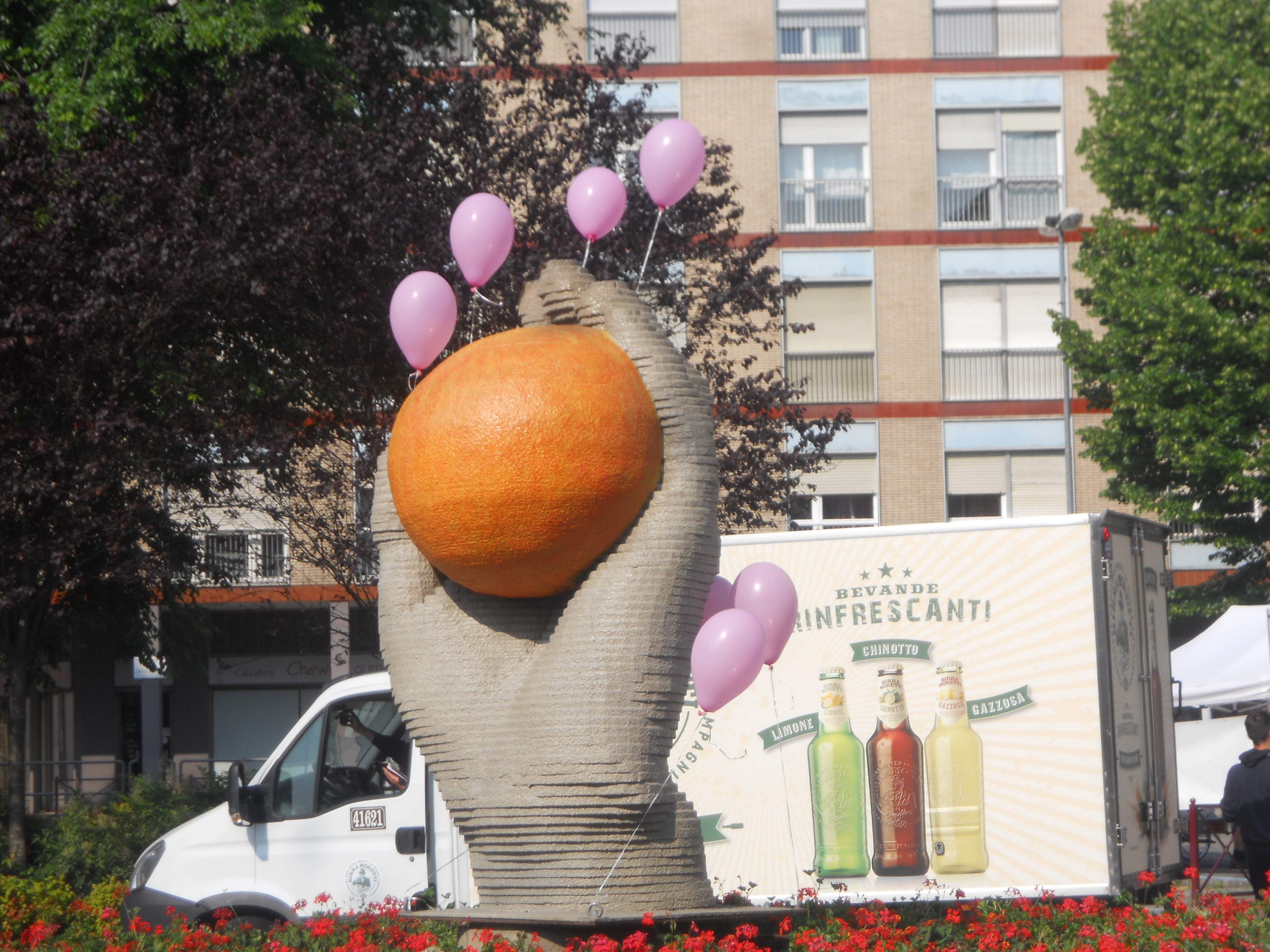
Monumento alla battaglia delle arance
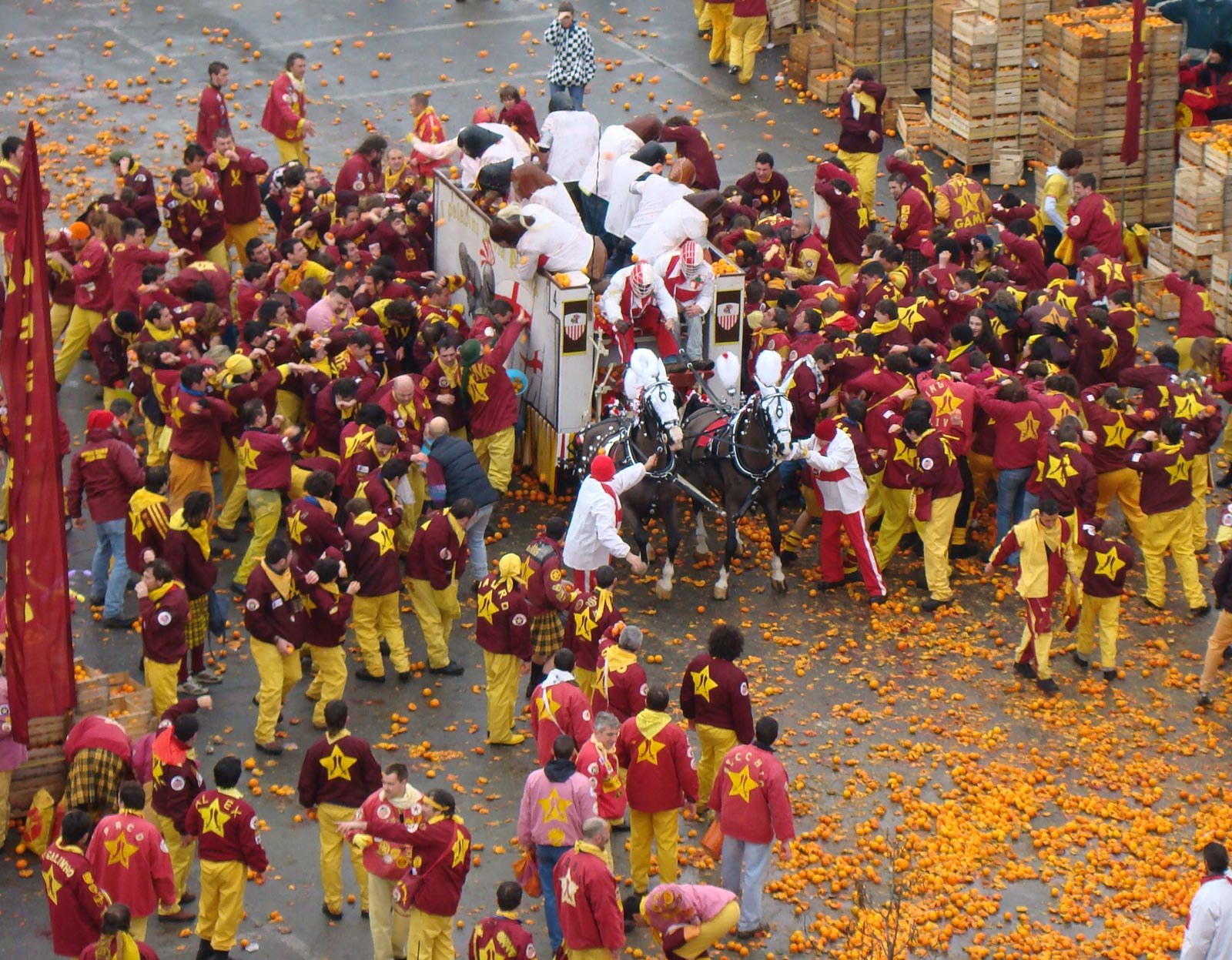
La battaglia dei Mercenari
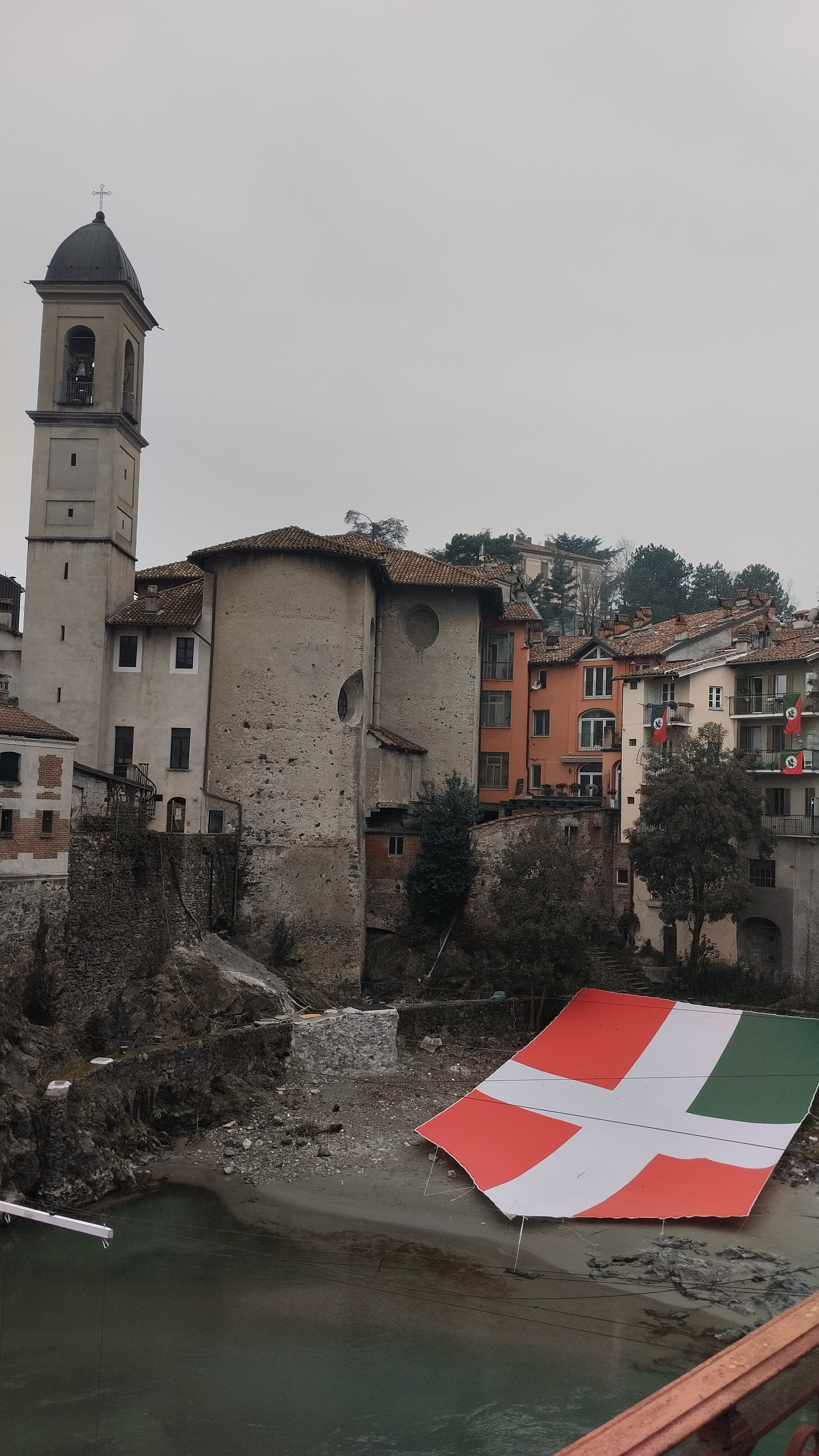
Borghetto con la bandiera della Parrocchia di San Grato